# Tiere im Ersten Weltkrieg

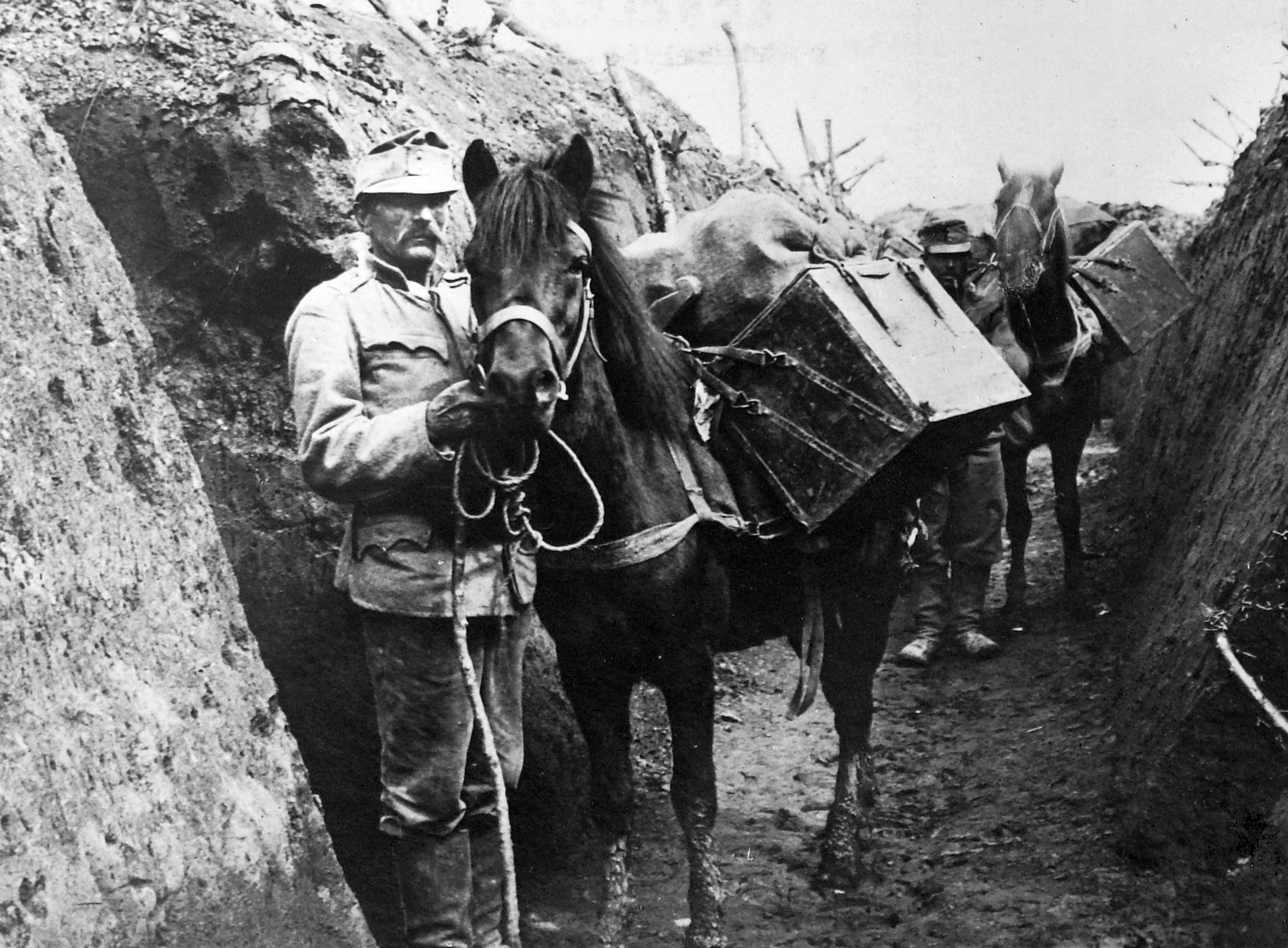
Transportpferde im Schützengraben

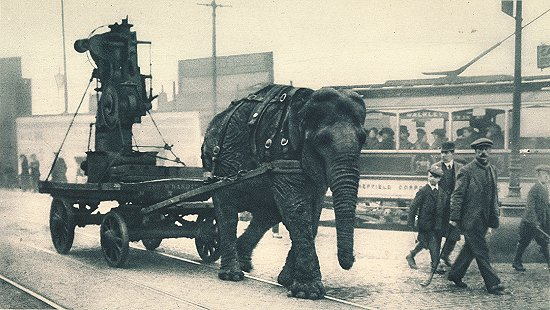
Kriegselefant als Arbeitstier

Die häufigsten Tiere im Ersten Weltkrieg waren Pferde, Hunde und Tauben, seltener Esel, Maultiere, Kamele, Ochsen, Elefanten, Katzen, Glühwürmchen, Kanarienvögel und Schnecken. Alle beteiligten Länder setzten Tiere zu militärischen Zwecken ein. Sie waren in alle Bereiche des Krieges involviert, wurden als Transportmittel genutzt (für Waffen, Munition, Lebensmittel, Baumaterial, Verwundete), als Reittiere zum Kampfeinsatz, zum Bewachen, für Kommunikation und Spionage, als Munition und Waffe oder als Nahrung. Insgesamt sollen allein 14 bis 20 Millionen Pferde am Ersten Weltkrieg beteiligt gewesen sein, 1,5 Millionen davon auf deutscher Seite. Mindestens 8 Millionen Pferde wurden während des Krieges getötet.
Was als Ressourcenknappheit und Belastung für die Soldaten galt, galt für die Tiere allemal. Der Mangel an Nahrung, nicht fachgerechte Versorgung und Pflege, Überbelastung, schlechte Wetterverhältnisse, Seuchen, Schuss- und Gasverletzungen kosteten unzählige Tiere das Leben. Wie viele Tiere es insgesamt waren, ist nicht zu ermitteln.
Der Einsatz von Tieren im Krieg war damals selbstverständlich und wurde moralisch nicht hinterfragt. Heute erinnern Denkmäler an Leistung und Leid der Kriegstiere. Einzelne Tiere erlangten als „Kriegshelden“ nationale Berühmtheit.

## Einleitung

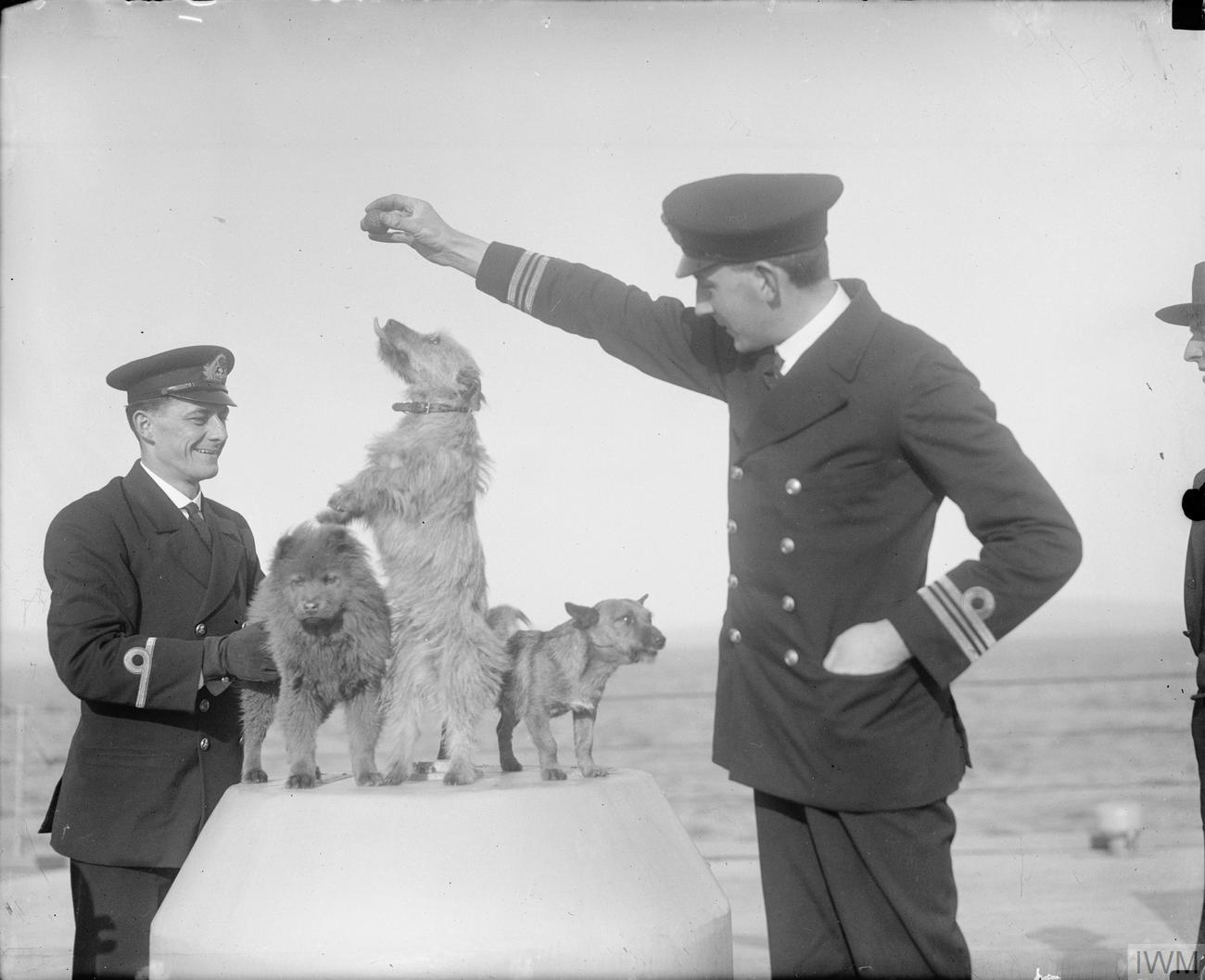
Offiziere der Royal Navy mit Maskottchen-Hunden

Um 1910 war der Gebrauch von Tieren als Hilfe in allen Lebensbereichen alltäglich. Die Motorisierung war noch nicht weit fortgeschritten. Doch angesichts der neuesten technischen Errungenschaften, wie Automobile, Panzer, Telegrafie, wurde zunächst angezweifelt, dass Tiere, außer als Lastenträger, im Krieg überhaupt Verwendung finden würden. Die Kavallerie wurde in Frage gestellt, die Anzahl der Brieftauben verringert, und Meldehunde waren gar nicht vorgesehen. Schon bald sollte sich herausstellen, dass Logistik, Transportwesen, Kommunikation oder Gefechte ohne den Einsatz von Kriegstieren trotz aller Technik nicht durchführbar waren. In keinem Krieg zuvor und in keinem Krieg mehr danach wurden sowohl Tiere als auch technische Mittel so massiv eingesetzt. Nicht zuletzt war der Mangel an Zugpferden dafür verantwortlich, dass sich an der Westfront ein stagnierender Stellungskrieg entwickelte.
Vor allem Pferde, Hunde und Brieftauben waren für die Armeen im Ersten Weltkrieg im Einsatz. Bei Pferden und Hunden funktionierte eine Ausbildung gut, bei Kamelen und Eseln schon weniger und bei Katzen gar nicht. Rein quantitativ spielten Pferde die größte Rolle im Deutschen Heer, Hunde wurden im Transportwesen zu Hunderten verwendet.
Die moralische Frage, ob man Tiere zu Kriegszwecken nutzen sollte, stellte sich damals nicht. Wichtig war, wie man sie am nutzbringendsten einsetzen konnte. Der Tod von Menschen wurde in Kauf genommen – der der Tiere allemal.

„Wir werden uns wehren bis zum letzten Hauch von Mann und Ross.“

„Ein Kennzeichen des Ersten Weltkriegs ist, dass alles zu Material wurde. [Nach der Schlacht um Verdun] kam es bloß noch drauf an, so viel wie möglich Material nachzufüttern, ob das jetzt Menschen waren oder Tiere.“

„Wenn Menschen zu Tausenden sterben […], dann bleibt keine Zeit für Sentimentalität. Wir hatten keinen Grund, die Pferde zu schonen, wenn dadurch der Krieg verkürzt und […] all das, wofür Menschen stehen, gerettet werden konnten.“

Die Kriegstiere waren Verbrauchsmaterial wie Munition, Waffen und Ausrüstung. Einerseits wurden Tiere für Kriegszwecke in Zwangsarbeit missbraucht. Andererseits wurden die Kriegstiere als „vierbeinige Kameraden“ geschätzt, vornehmlich von Soldaten. Zahllose Belege zeigen, dass die Beziehungen zu den Tieren im Krieg von Gefühlen geprägt waren. Vielleicht wegen der emotionalen Nähe, vielleicht, um ein schlechtes Gewissen zu überdecken. Fürsorge und Nutzen gleichermaßen zeigten sich in speziellen Pferde- und Hundelazaretten und eigens entwickelten Gasmasken für Pferde, Hunde und Tauben. Gefühle zeigten daneben manche Soldaten, die in ruhigen Phasen versuchten, die Zuneigung streunender Hunde zu gewinnen. Die emotionale Wichtigkeit von Tieren wurde darüber hinaus durch ihren Einsatz als Maskottchen deutlich. Vielfach legten sich militärische Einheiten Maskottchen zur Stärkung der Gemeinschaft und für emotionale Nähe zu. Bordhunde fand man nicht nur auf Schiffen, sondern sogar auf U-Booten. Manche Maskottchen hatten einen Bezug zur Heimat. Tatsächlich gab es als Maskottchen-Tiere u. a. Schafe, Esel, Ziegen, Bären, Affen, selbst Kängurus.
Die Besitzer wechselten übrigens häufig. Dem sich ändernden Frontverlauf folgend, gehörten Tiere mitunter erst der einen, dann der anderen Nation. Dem Gegner wurde dabei gerne unterstellt, die Tiere zu misshandeln. Demnach stand praktizierter Tierschutz für einen wohlgeratenen Charakter.
Nach dem Ende des Ersten Weltkriegs wurde der Großteil der Kriegstiere ins Zivilleben entlassen, entweder zurückgegeben oder verkauft. Das Militär wollte nun zur Effizienzsteigerung der Kriegstiere für die Zukunft lernen. Es wurde erwartet, dass Pferde in künftigen Kriegen immer noch eine besondere Rolle spielen sollten. Dazu schrieb der Militärschriftsteller Ernst von Eisenhart-Rothe: „Auch in einem zukünftigen Kriege – […] mag die Technik bis dahin auch die sinnreichsten Erfindungen machen, […] – wird das Truppenpferd dadurch nicht entbehrlich werden.“ Und die Geschichte zeigte, dass selbst im Zweiten Weltkrieg ganz Europa Bedarf an Militärpferden haben sollte.
Weil Pferde bedeutend für den Transport von Soldaten und Kanonen waren, galt die Pferdeausfuhr als Waffenexport.

## Pferde

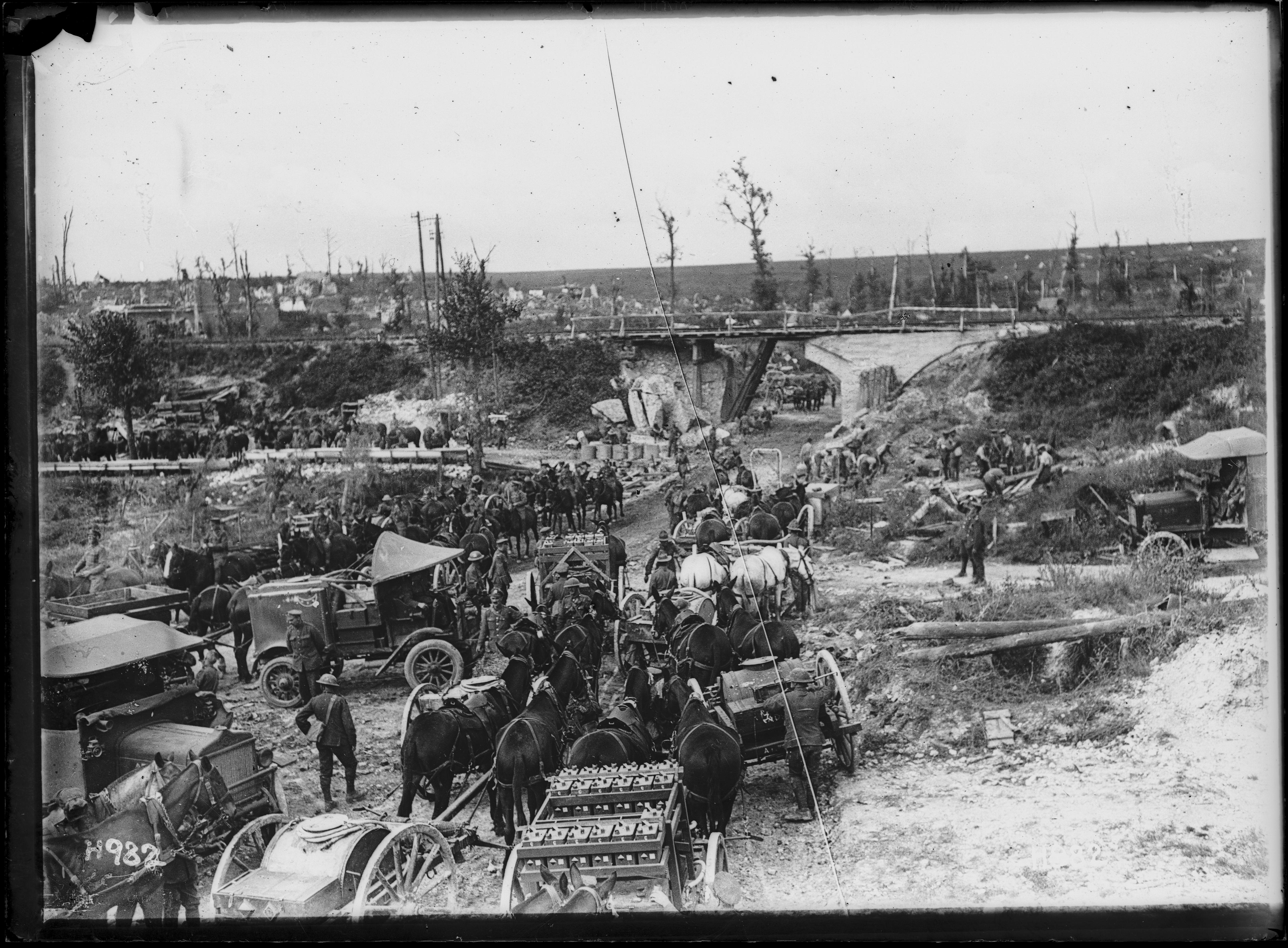
Armee-Treck mit Pferdewagen

„Ohne Pferde wäre der Erste Weltkrieg gewiss anders verlaufen. Damit meine ich, dass dieser industrielle Massenkrieg, der Unmengen von Granaten aufgebraucht hat, ohne Transportpferde gar nicht möglich gewesen wäre. Die hätten gar nicht so viel schießen können, weil sie die Munition nicht zur Front hätten schaffen können.“

Insgesamt sollen 14 bis 20 Millionen Pferde am Ersten Weltkrieg beteiligt gewesen sein, 1,5 Millionen davon auf deutscher Seite.

### Musterung
Pferde waren zu jener Zeit im Zivilleben das am meisten genutzte Transportmittel. Sie waren unabdingbar für den Stadtverkehr und in der Landwirtschaft. Der Höhepunkt der Pferdenutzung wurde um 1910 erreicht, unmittelbar vor Beginn des Ersten Weltkriegs. Daher ist es nur natürlich, dass Pferde im Krieg gleichermaßen die Basis der Infrastruktur bildeten. Die militärische Mobilisierung von Pferden war länderübergreifend langfristig vorbereitet. Die Kriegspferde in Deutschland stammten beispielsweise von Heeresgestüten, heimischen Musterungen oder ausländischen Quellen. Bereits in Friedenszeiten fanden verpflichtende jährliche Musterungen von zivilen Pferden statt. Ausgenommen waren Tiere von Ärzten und Fürsten. Taugliche Tiere wurden auf Musterungslisten vermerkt und möglichen Einsatzzwecken zugeordnet. Im Kriegsfall konnte über die gemusterten Pferde verfügt werden, welche rund 70 Prozent des Gesamtbestandes ausmachen konnten.
Bereits wenige Wochen nach Kriegsbeginn wurde es notwendig, zusätzliche Pferde durch die deutschen Militärbehörden aus zivilen Stellen abzuziehen. In Bayern befanden sich knapp 300.000 Pferde auf der Musterungsliste. Von den zwischen 1908 und 1913 gemusterten Tieren galten 85 Prozent als kriegstauglich. Militärhistoriker Rainer Pöppinghege erklärt dazu: „Manche Bauern waren froh, nicht selbst an die Front zu müssen. Hinzu kam, dass sie ihre Pferde während des Kriegs auf dem Hof vielleicht nicht mehr so gut ernähren konnten. Unser Blick richtet sich natürlich zuerst auf die Tiere, die im Kriegseinsatz ihr Leben verloren. Aber den Tieren zu Hause ging es wegen der Knappheit an Nahrungsmitteln auch nicht viel besser als denen an der Front. Der Hungertod war auch an der Heimatfront alltäglich.“ Damit fehlten Pferde, zum Beispiel in der Landwirtschaft, was zu sozialen Problemen führte. Gerade bei Pferden galt es, ein Gleichgewicht zwischen den Arbeitspferden in der Heimat und den Ressourcen für die Kriegsführung zu finden. Nach Beginn der Kampfhandlungen wurde der Pferdemarkt stark reguliert, was teilweise bis ins Jahr 1919 Bestand hatte.
Lokale Pferde schienen durch Stallhaltung verweichlicht, jene in Osteuropa wirkten kriegstauglicher. Im bayerischen Heer wurden nur 30 Prozent der Pferde vor Ort rekrutiert, der Rest überwiegend in Ostpreußen. Junge Pferde wurden oft mit drei Jahren als Remonte ausgebildet, mit sechs waren sie voll einsatzfähig. Um den Pferden die Angst vor Explosionen zu nehmen, wurden sie in Bunker gestellt, während draußen Kanonen und Granaten gezündet wurden. Viele der zivilen Pferde waren es nicht gewohnt, geritten zu werden. Nur wenige der zivilen Pferde hatten Hufbeschläge. Der Hufbeschlag nutzte sich auf den harten Straßen schnell ab. War ein Beschlag ansonsten einmal im Monat fällig, musste er unter Kriegsbedingungen doppelt so oft erneuert werden. Der monatliche Bedarf des deutschen Heeres lag bei rund 10 Millionen Hufeisen.
Im Jahr 1917 importierte das Deutsche Reich 140.000 Pferde. Die Briten erstanden den Großteil ihrer Pferde (und Maultiere) in den USA, über 16 Millionen. Italien erwarb zwei Drittel seiner 30.000 Zugpferde in den USA. Die USA schifften zum Kriegseintritt 66.000 Pferde nach Europa.

### Nutzung

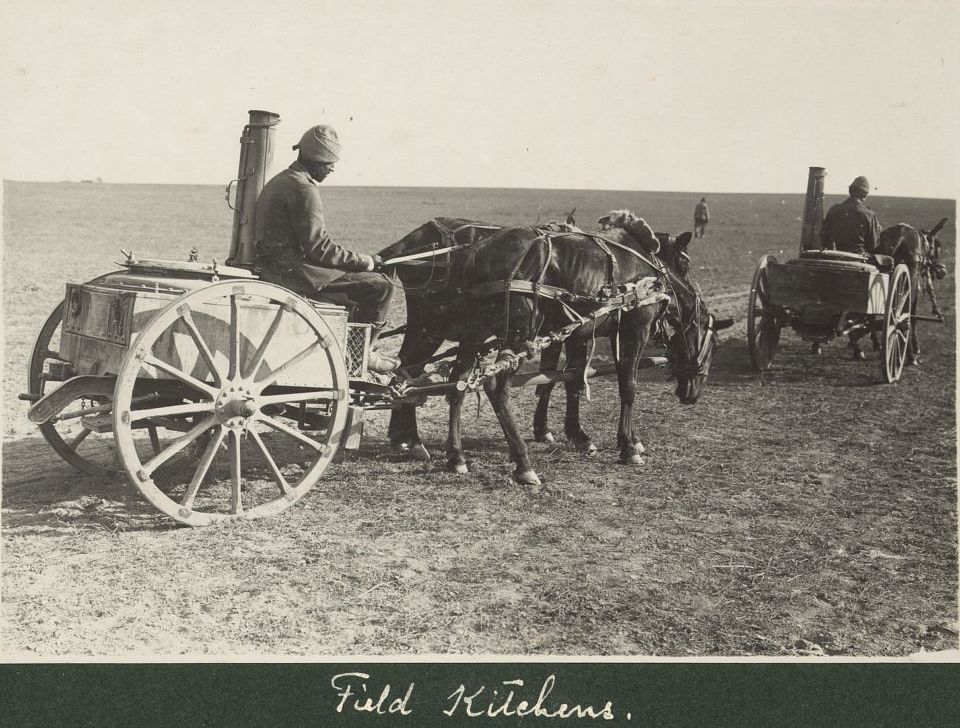
Pferdewagen mit Feldküche

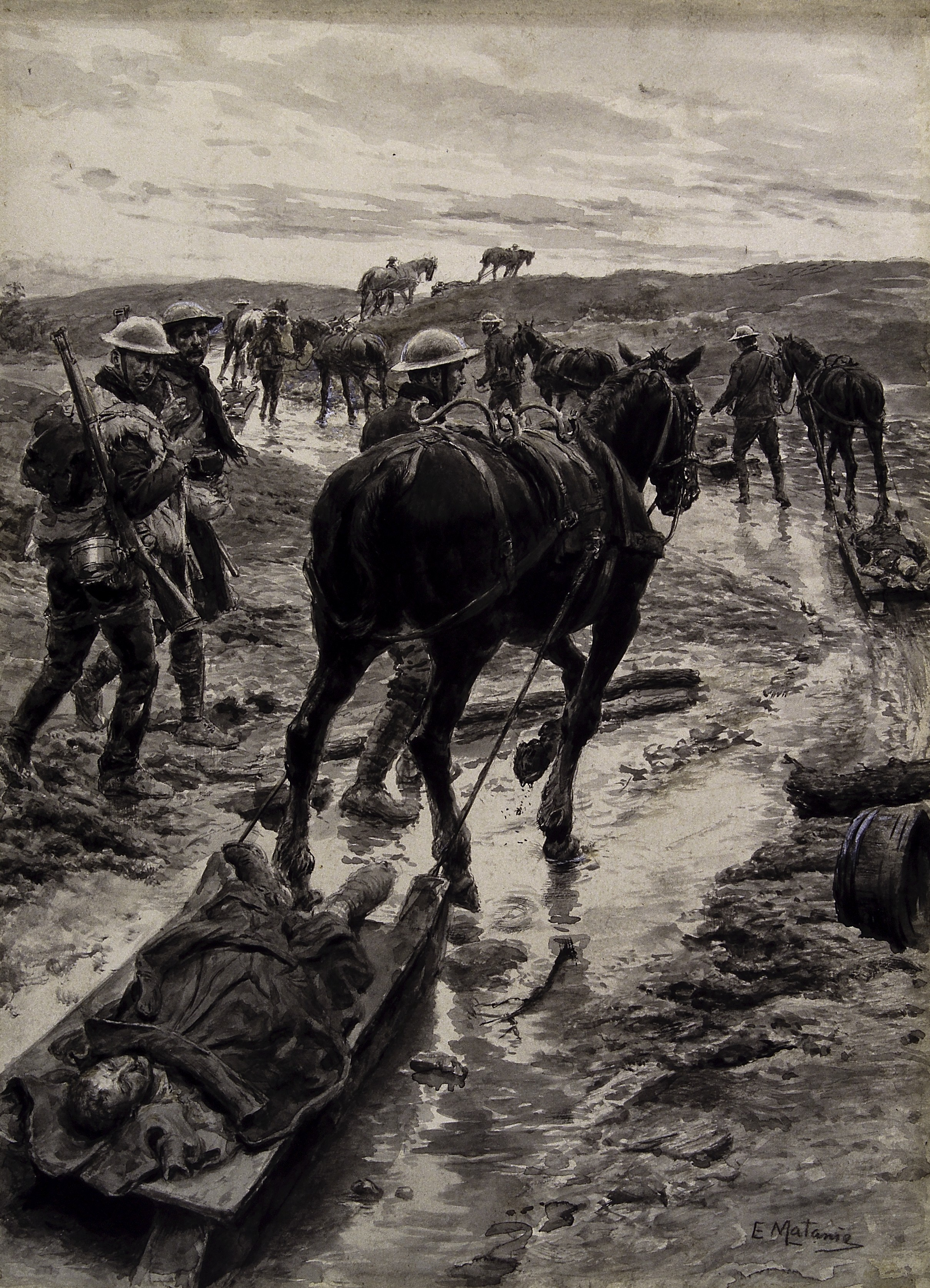
Krankentransport mit Pferdekraft

Der Kriegseinsatz von Pferden war selbstverständlich, doch über die Art des Einsatzes waren die Meinungen uneins. Würden Kavallerieeinsätze zukünftig noch von militärstrategischer Bedeutung sein, oder musste man sich von ihnen verabschieden? Angriffe mit Pferden, die in den vorherigen Kriegen noch wirksam gewesen waren, wurden nun in den Grabenkämpfen mit Maschinengewehren zwecklos. Pferde und Reiter gaben für die Gegner ein zu großes Ziel ab, selbst aus Flugzeugen wurden sie beschossen. Das galt besonders für die Westfront. Auf dem Schlachtfeld wurden Pferde in der Kavallerie eingesetzt, jenseits der Schlachtfelder wurden sie als Transport- und Zugtiere benötigt. Ihre Rolle wandelte sich vom Gefechts- zum Transporttier. Im Gegensatz zur Westfront wurden an der Ostfront die Pferde verstärkt noch als Gefechtstiere eingesetzt. Sie mussten kaum zu bewältigende Entfernungen zurücklegen. Oft erlitten die Tiere dabei Verletzungen durch Gurte, Sättel und Geschirre.
Mehr als in jedem anderen Krieg zuvor setzte das deutsche Heer im Ersten Weltkrieg bis zu 1,4 Millionen Pferde ein. Hinzu kamen circa zwei Prozent sogenannte Krümperpferde. Das waren ausgemusterte Pferde, die für leichtere Transportarbeiten eingesetzt und ohne feste Ration mit durchgefüttert werden mussten. An der Westfront waren 700.000 Pferde stationiert, bis 1918 sogar 900.000, an der Ostfront waren es 400.000.
Viele der im Krieg eingesetzten Pferde wurden in tagewährenden, nicht artgerechten Bahntransporten Richtung Front verfrachtet. Selbst an den Rastplätzen war die Futterversorgung oft mangelhaft, und das sollte sich in den kommenden Kriegsjahren nicht bessern. Dieser vermeintliche Organisationsmangel entpuppte sich als grundlegendes strukturelles Defizit.
Aufgabe der Pferde war beispielsweise, Baumaterial an die vordersten Frontlinien zu befördern. Als Ergänzung zu den noch neuen Eisenbahnstrecken zogen sie die Artillerie-Wagen über die letzten Kilometer. Retour konnten sie Verletzte abtransportieren. Pferde und Maultiere vermochten zwischen 60 und 80 Kilogramm zu tragen. Ein durchschnittliches Pferd musste täglich bis zu 50 km laufen, bis zu zehn Tage ohne Rast. Ein Artilleriepferd durfte laut Verordnung 25 Kilometer pro Tag marschieren, doch gegen Ende des Krieges waren es häufig bis zu 80 Kilometer. Von Meldereitpferden, die zum Überbringen von Nachrichten beritten wurden, waren bis zu 120 km am Tag gefordert, oftmals selbst im Galopp. In den ersten zwei Monaten wurde oft im Freien übernachtet, trotz schlechten Wetters und oft nur wenige Stunden. Um immer startbereit zu sein, wurden die Pferde selten abgesattelt und hatten daher bis zu vier Tage ihre schwerbepackten Sättel zu tragen. Hausten die Soldaten in Ställen und Scheunen, wurden für die Pferde Unterstände errichtet. Als Baumaterial dienten notfalls Zeltbahnen, was wohl insbesondere um Verdun häufig vorkam. Die ohnehin schon geschwächten Tiere litten unter den unzureichenden Unterstellmöglichkeiten.

### Futter
Die Futterrationen der Pferde richteten sich nach deren Aufgaben. So bekamen Zugpferde, die schwere Arbeit verrichteten, mehr Futter. Im August 1914 herrschte zunächst großer Wassermangel. Der Tierschutz jener Tage engagierte sich für den Erhalt der Kriegstauglichkeit von Tieren. Beispielsweise wurden erfolgreiche Spendensammlungen für Futter der Militärpferde durchgeführt, die sogenannten „Liebesgaben“. Man ging damals nach dem Schlieffen-Plan von einem sehr kurzen Krieg aus und hatte deshalb auch nicht für Futtervorräte gesorgt. Bereits im Februar 1915 wurde der Mangel an Pferdefutter gravierend, unter anderem deshalb, weil das Futter in der Eisenbahn keine Transportpriorität hatte. Der Anteil an Hafer im Futter wurde auf dem Papier auf 5.500 Gramm reduziert, in der Realität konnten es noch weniger sein. Der Rest des Futters bestand aus Gerste, Mais, Hirse, Erbsen, Bohnen. Sogar Laub und Holz wurden verfüttert, was den Tieren nicht bekam. Im Laufe der Kriegsjahre sank nicht nur die Quantität, sondern überdies der Nährwertgehalt des Futters. Die körperlichen Beanspruchungen stiegen, während die Nahrung abnahm. Sogar Sägemehl oder Tiermehl wurden dem Futter beigemischt, was viele Pferde jedoch verschmähten. Ausgehungerte Pferde fraßen verschimmeltes Stroh von Dächern, was sie an Koliken erkranken ließ.

### Krankheiten

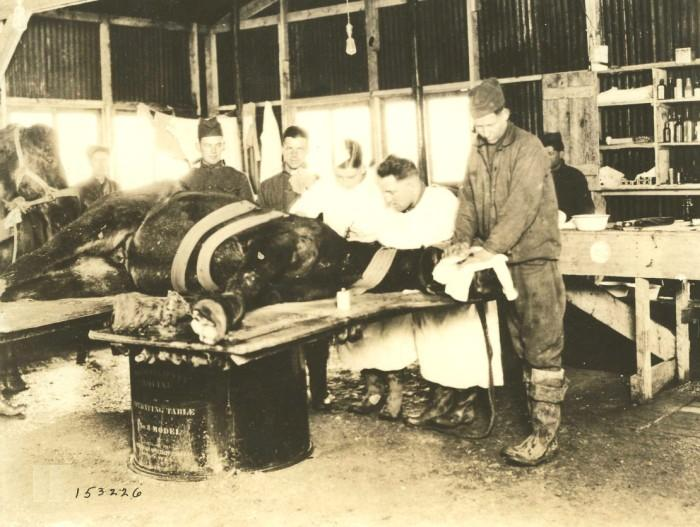
Operation an einem Pferd

Zu Beginn des Krieges war ein Versorgungssystem für Kriegstierärzte in Deutschland erstaunlich schlecht organisiert und musste improvisiert werden. Es mangelte an fachgerechter Pflege der Pferde. Ausgebildete Reiter, geschweige denn Pfleger waren rar. Hinzu kam die „unglaubliche Rohheit der Leute“, wie es ein Generalmajor beschrieb. Schulungen gegen die Missstände wurden spät etabliert. Ein Tierarzt war für 615 Pferde zuständig. 1915 wurde ein System von Feld-, Etappen- und Heimatpferdelazarette aufgebaut. Die veterinärmedizinische Versorgung wurde erstmals professionalisiert. Es gab eine hochorganisierte Logistik. Kranke oder verwundete Tiere kamen zur Behandlung, genesene Tiere zurück zu ihren Arbeitsgebieten. So herrschte ein laufender Austausch. Auf deutscher Seite gab es maximal 550 Pferdedepots und Lazarette. Die mobilen Pferdedepots folgten der Front mit 15 bis 20 Kilometern Abstand und nahmen die kranken Tiere auf. Dort waren zwei Tierärzte und 250 Soldaten für 1.000 Pferde zuständig. Es gab mobile Operationstische. In den stationären Pferdelazaretten wurden jene Pferde behandelt, deren Genesung länger als vier Wochen betragen würde. Hier waren zwei Tierärzte und 70 Soldaten für 150 Tiere zuständig. Im Deutschen Reich (ohne Sachsen und Bayern) gab es ungefähr 50 dieser Lazarette. Darüber hinaus gab es Pferde-Erholungsheime, um geschwächte Tiere zumindest wieder für die Landwirtschaft tauglich zu machen. Konnten Pferde weder für das Militär noch zivil weiter genutzt werden, wurden viele verspeist.

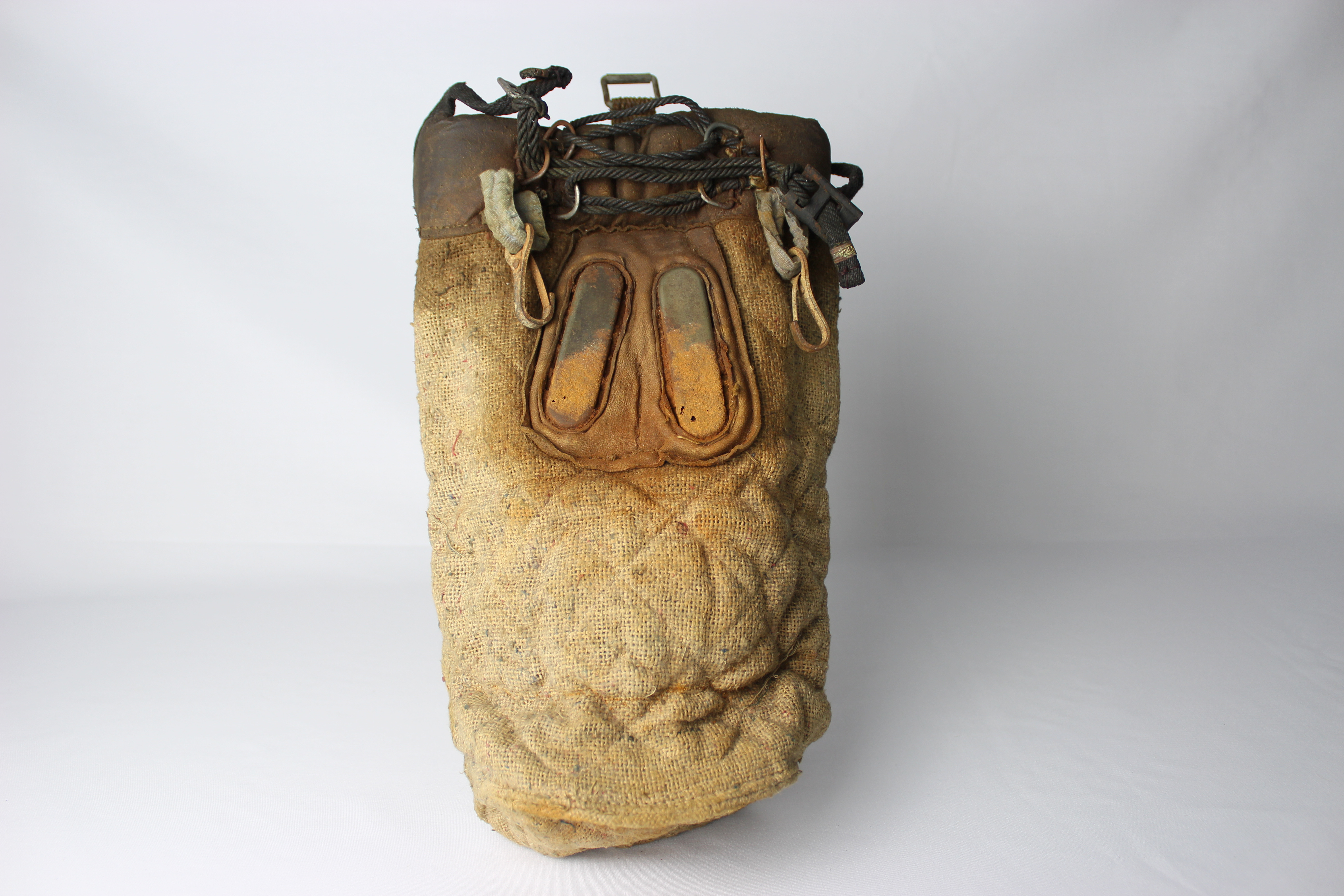
Gasmaske für Pferde

Die häufigsten Leiden waren Mangelernährung, Überbeanspruchung und Verletzungen durch Waffen, Gas oder Stacheldraht. An der Westfront überwogen die Schusswunden, an der Ostfront Räude und Erschöpfungszustände. Unter Gasangriffen litten Pferde ebenfalls, wenn auch weniger als Menschen. Es gab Schutzbrillen, Schutzgamaschen und Gasmasken für Pferde. Kontaminiertes Pferdefutter beschädigte innere Organe. Das Militär sah vor, dass bei verletzten Militärpferden die Kriegstauglichkeit wiederhergestellt werde. Der prominente und radikale Tierschützer Magnus Schwantje. plädierte hingegen für einen obligatorischen Gnadenschuss für verletzte Pferde. Er berichtete, dass Tierschutzvereine aus England forderten, die Genfer Konventionen genauso auf Tiere anzuwenden. Vereinsmitarbeiter sollten auf dem Schlachtfeld die verwundeten „vierbeinigen Mitstreiter“ erschießen, um deren Leid zu beenden.
Ansteckende Krankheiten, wie Räude und Rotz, waren eine Gefahr für ganze Militärverbände. Sie wurden begünstigt durch die geschwächte Konstitution der Tiere, die enge Behausung und die Vermischung der Bestände, unter anderem durch eroberte Pferde. Die Räude betraf davon die meisten Tiere, mit über 1,3 Millionen Fällen über die Kriegsdauer. Sehr gefährlich war der Rotz. Generell mussten die betroffenen Tiere umgehend getötet werden. Bei den deutschen Truppen erkrankten 310.000 Pferde am Rotz, mehr an der Ost- als an der Westfront. Die Behörden versuchten die Krankheit durch systematische Massenuntersuchungen in den Griff zu bekommen. Es war wichtig, dass Soldaten die Symptome frühzeitig erkannten. Die Aufklärung, Vorbeugung und tierärztliche Arbeit zeigten Wirkung.
Deutsche Agenten brachten Rotzbakterien nach Rumänien, um dort Pferde und Vieh zu infizieren. Andere Länder, die an den Feind lieferten, sollten infiziert werden. Vereinzelte Attentate mit biologischen Waffen können nicht stichfest bewiesen werden. Die Angst, die eigenen Truppen zu gefährden, schränkten die Aktionen ein.
Im Jahr 1915 mussten 75.000 erkrankte Pferde an der Westfront behandelt werden, 1917 waren es 100.000 Tiere. Etwa jedes dritte von den Deutschen eingesetzte Pferd brauchte im Laufe des Krieges eine Behandlung. Ein Großteil der Pferde wurden getötet, wenn sie nicht mehr arbeiten konnten. Von den etwa 7.200 Tierärzten in Deutschland sollen für den Kriegsdienst mehr als 5.300 Tierärzte tätig gewesen sein und dabei zwischen 1,25 und fast 1,4 Millionen Pferde behandelt haben.
In Großbritannien, Frankreich und Russland schien die Lage eines Veterinärsystems etwas besser gewesen zu sein. In England hatte man aus dem Zweiten Burenkrieg gelernt und besaß bereits 1914 funktionierendes Veterinärwesen. Von 2,5 Millionen Pferden, die die Briten in Frankreich behandelten, waren 80 % wieder einsetzbar. England wies mit 9,5 % Pferdesterblichkeit einen der geringsten Werte aller Kriegsstaaten. Amerikanische Tierschützer druckten 150.000 Broschüren, die Soldaten über Hilfe für verwundete Pferde aufklärten.

### Verluste
Die Lebenszeit eines Artilleriepferdes im Einsatz betrug im Durchschnitt zehn Tage. Bereits 1915 fehlten so viele Pferde, dass von höchster Stelle angewiesen wurde, Gespanne für sechs Pferde nur von vieren und solche für vier von nur zweien ziehen zu lassen. Im Oktober 1916 mussten Kavallerieeinheiten unberitten weiterkämpfen. Der Winter des Jahres 1917/18 brachte beträchtliche Verluste an Pferden. Nach dem Friedensvertrag von Brest-Litowsk 1918 konnte das Deutsche Heer Pferde von der Ostfront nach Frankreich verlagern. Dennoch war dieser Nachschub an Pferden nur ein Tropfen auf den heißen Stein. In der Schlacht von Moreuil Holz (fr.: Bataille du bois de Moreuil) Ende März 1918 starben in weniger als einer Stunde 800 Pferde. Während der Verlust an Pferden 1915 noch 9,5 % betrug, waren die Tiere 1918 so geschwächt, dass der Wert auf fast 25 % anstieg. An den Kriegsschauplätzen in Afrika waren die Verluste an Tieren mutmaßlich höher. Zum einen aufgrund des Klimas, zum anderen ebenfalls aus Futtermangel.
Gesonderte Einheiten an den Fronten verwerteten die verendeten Tiere. Aus Haut und Knochen ließen sich Leder, Fett, Leim und Tiermehl produzieren. Ihr Fleisch, sofern unbedenklich, wurde verspeist.

„Der empfindliche Mangel an Rohstoffen erfordert dringend die allseitige Mitarbeit an der Bergung gefallener Tiere und der tierischen Abfälle.“

Im Ersten Weltkrieg starben etwa 10 Millionen Soldaten, aber ebenso rund 8 Millionen Pferde. Die Zahl mag untertrieben sein. Es heißt auch 9 bis 10 Millionen tote Pferde gelten als sicher. Eine andere Quelle spricht von schätzungsweise 8 Millionen Transporttieren allein auf der Seite der Alliierten. Zählte man vor Kriegsbeginn im Deutschen Reich 4,7 Millionen Pferde, waren es danach noch rund 3,3 Millionen. Die Briten erfuhren im ersten und im letzten Kriegsjahr ihre höchsten Verlustraten mit circa 20 %. Insgesamt starben im britischen Heer mehr als 500.000 Pferde, im französischen mindestens 1 Million und in Österreich 250.000, dort größtenteils an Hunger.

### Nach Kriegsende
Der zügige, strapaziöse Rückmarsch nach Kriegsende brachte die Pferde oft bis an ihre Grenzen. Viele Pferde blieben vorerst bei ihren Einheiten und wurden beispielsweise für Polizeiaufgaben eingesetzt. Wenn die Tiere frei von Krankheiten waren, wurden sie gleichfalls zum Verkauf freigegeben. Landesweit wurden Pferde an Zivilisten versteigert. Händler wurden nicht zugelassen, um die Preise niedrig zu halten. Doch waren die geschwächten Pferde kaum in der Lage, als Arbeitstiere zu funktionieren. Pferde, die nicht verkauft werden konnten, wurden geschlachtet.
Pferde dienten obendrein als Bestandteil der Kriegsschuldwiedergutmachung, wie es im Friedensvertrag von Versailles festgehalten wurde. Artikel 238 des Vertrags verlangte die „Rücklieferung der weggeführten, beschlagnahmten oder sequestrierten [konfiszierten] Tiere“. Zusätzlich hatte Deutschland 1920 als Abschlagszahlung 500 Zuchthengste und 30.000 Stuten an Frankreich zu liefern.

## Hunde

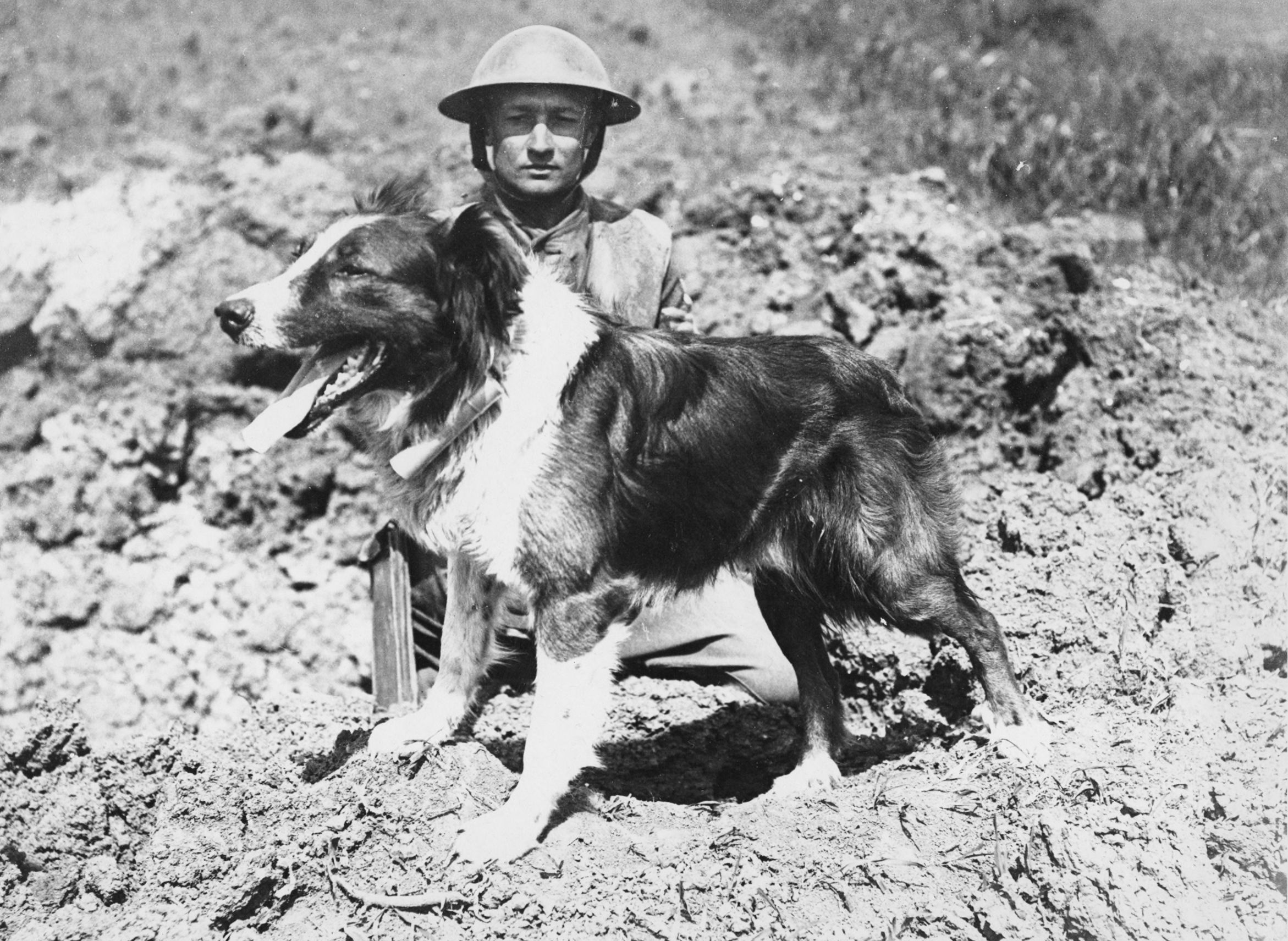
Meldehund mit seinem Halter

### Rekrutierung
Das deutsche Heer pflegte bereits ein Militärhundewesen, so dass zu Kriegsbeginn schon 6.000 Hunde zur Verfügung standen. Zur Höchstzeit waren 30.000 Hunde und ebenso viele betreuende Soldaten im Einsatz, die teilweise von Zivilisten unterstützt wurden. Im Gegensatz zu Deutschland verfügten andere Staaten, wie Großbritannien und Frankreich, bei Kriegsbeginn praktisch über keine militärgeeigneten Hunde. In Frankreich und England wurde der Nutzen von Hunden im Militär zunächst bezweifelt.

„Es gilt die Leiden derjenigen Verwundeten zu lindern, die Nacht und Nebel auf dem Schlachtfelde überraschten. […] Wir brauchen Sanitätshunde, die mit wunderbarem Instinkt und hoher Begabung ihre Pflicht erfüllen und diesen tapferen Kriegern bereits das Leben gerettet haben. […] Wir brauchen Hunde, die geeignet sind, […] tausende Verwundete zu retten, die nach jeder Schlacht noch leben und in Gräben, Hecken und Gebüschen verbluten müßten, weil die Sanitätsmannschaften trotz aller Umsicht und allen Eifers sie nicht finden konnten.“

Um dem stetig wachsenden Bedarf gerecht zu werden, wurden in Aufrufen an den Patriotismus der Hundebesitzer appelliert oder sie wurden beschlagnahmt. Es wurden Sammelstellen eingerichtet, in denen zivile Hunde untersucht und für den Kriegseinsatz vorbereitet wurden. Im Deutschen Reich, ohne Sachsen und Bayern, gab es 19 solcher Einrichtungen. Hunde konnten kostenlos an diese versendet werden. Private Züchter erhielten zudem kostenloses Futter, wenn sie im Rahmen eines „Junghundvertrags“ ihre Welpen mit elf Monaten dem Militär überließen. Das Angebot wurde sehr gut angenommen, glaubte man seinen Hund dort in den harten Kriegszeiten gut versorgt. Im Ersten Weltkrieg wurden circa 30.000 Privathunde für militärische Zwecke eingezogen. Im besetzten Belgien und Nordfrankreich wurden Hunde beschlagnahmt und zur Ausbildung nach Deutschland transportiert. Auswahlkriterien waren sehr gute Augen, Ohren, Geruchssinn, Gehorsam und Robustheit. Hunde, die ungeeignet waren, wurden zurückgeschickt oder getötet, falls sie als allzu ungelehrig erachtet wurden. In England wählten Tierschutzvereine taugliche Tiere aus.

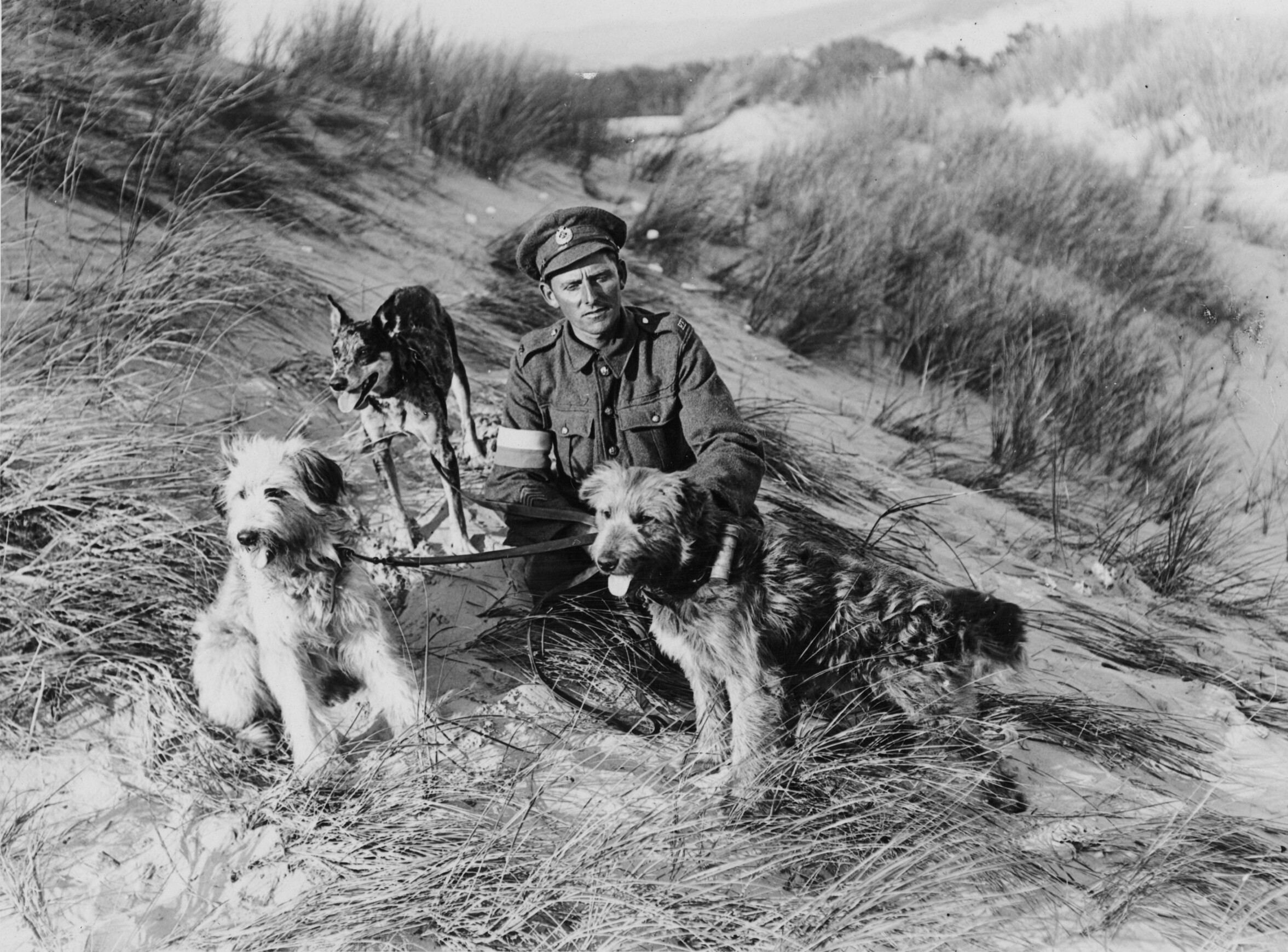
Meldehunde mit ihrem Halter

Alle Armeen bevorzugten mittelgroße Hunde. Kleine hatten zu wenig Kraft, große gaben ein leichtes Ziel ab und waren schwer zu führen. Das Ziel des Verein für Deutsche Schäferhunde war, einen „wetterfesten, bedürfnislosen und gelehrigen einheimischen Hund“ zu züchten, für den Einsatz in Militär und Landwirtschaft. Deutsche Schäferhunde und Dobermänner waren bei allen Armeen beliebt. Die Deutschen bevorzugten zudem Schnauzer, Pudel, Rottweiler und Weimaraner. Engländer benutzten Irish Terrier, Retriever, Airedales und schottische Collies. Die letzten beiden beschaffte sich auch die deutsche Wehrmacht über Agenten in England. Darüber hinaus traf man die Wahl gemäß der geforderten Arbeitsaufgabe des Hundes. Jagdhunde wurden auf allen Seiten ausgeschlossen, weil ihre Ausbildung zu einseitig und eingefahren war.
In „Kriegshundekursen“ wurden die Hunde einige Wochen für ihre Aufgaben ausgebildet. Die Dauer für die Ausbildung hing von der Komplexität der Aufgaben ab; ungefähr zehn Tage für Wachhunde, sieben Wochen für Patrouillen- und drei Monate für Spürhunde. Gefragte Eigenschaften waren Schnelligkeit, Wendigkeit, Ausdauer und Kraft, weiterhin Witterungsbeständigkeit, Gelassenheit unter lautem Beschuss und ein gewisses Maß an Aggressivität.
Ausbildung und Nachschulung der Meldehunde fand in Meldehundenschulen statt. Die Ausbildung zum Meldehund wurde im Buch „Die Verwendung der Meldehunde“ Schritt für Schritt erklärt. Das Wissen um die Abrichtung von Meldehunden sollte gewahrt werden. Daher enthielt das Buch auf dem Titel den Vermerk: „Nicht in die vorderste Linie mitnehmen“. Das Training beinhaltete das Überwinden immer größerer Distanzen und komplexerer Geländeformationen, Überwinden von Gebüsch und Stacheldraht, Toleranz gegenüber Rauch und Schussgeräuschen. Die Fähigkeiten der Tiere sollte nicht überschätzt werden hieß es, denn: „Dem Hunde fehlt das Denkvermögen und damit die Einsicht in den Zweck des Meldeganges.“ In der Nachrichtenabteilungen des deutschen Heeres waren für jeden Meldehund zwei Führer vorgesehen, die das Tier möglichst auf Dauer betreuen sollten. Bekannt waren zwei Methoden, um die Meldehunde abzurichten: Bei der ersten Methode war der Hund auf einen Hundeführer fixiert. Der Hund wurde von einem anderen Soldaten zum Einsatzort mitgenommen und bei Bedarf mit einer Nachricht zum Hundeführer zurückgeschickt. Am Einsatzort hatte der Hund keine Nahrung, sondern nur Wasser erhalten. Bei der zweiten Methode war der Hund auf zwei Bezugspersonen gleichermaßen fixiert. Im Einsatz pendelten die Tiere zwischen den Personen hin und her.
Hunde erhielten von ihren Pflegern oft Namen.

### Nutzung

Ein Hund hält Wache, während der Soldat schläft.

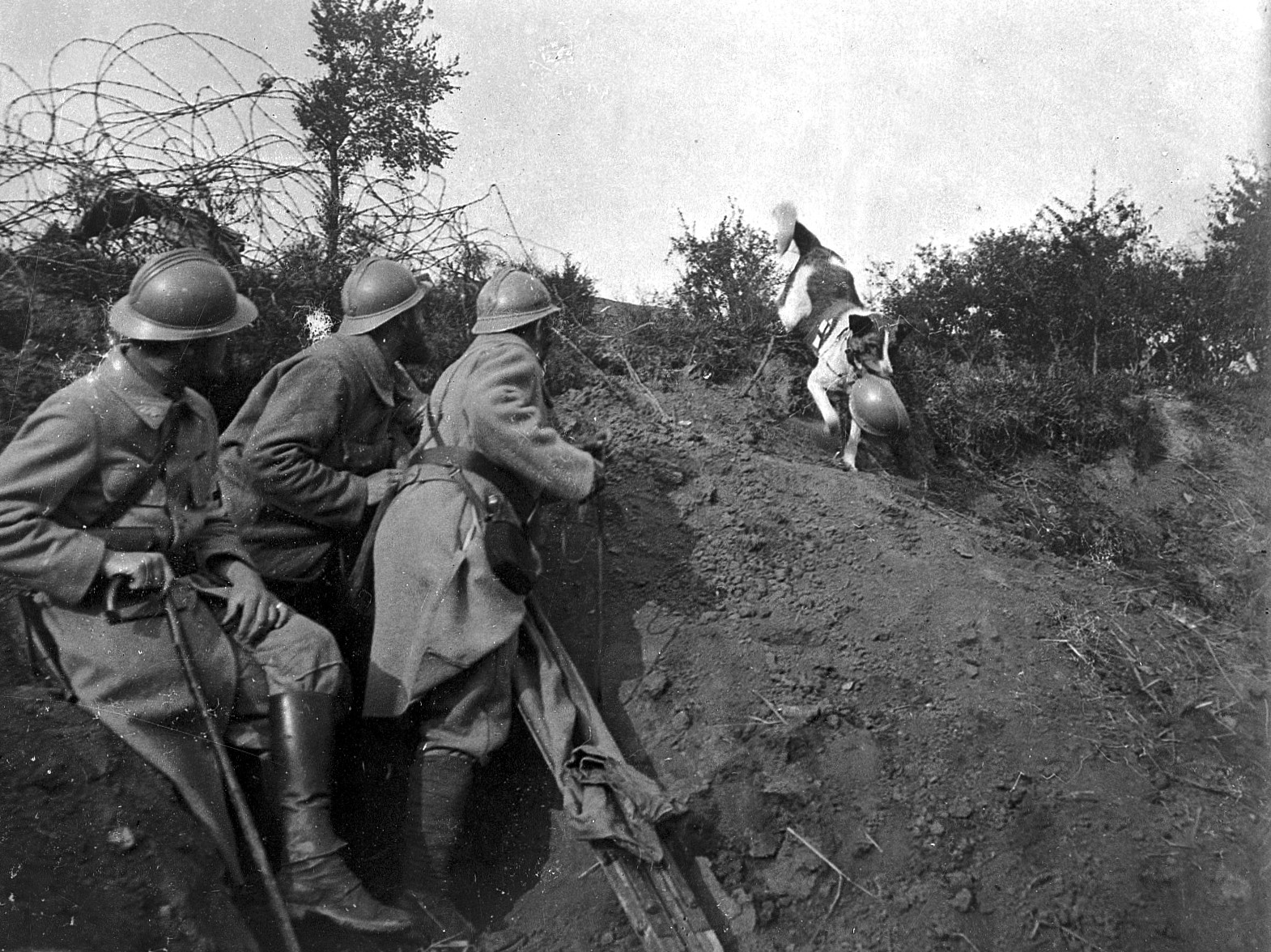
Hund bringt einen Stahlhelm, um einen Verletzten zu melden

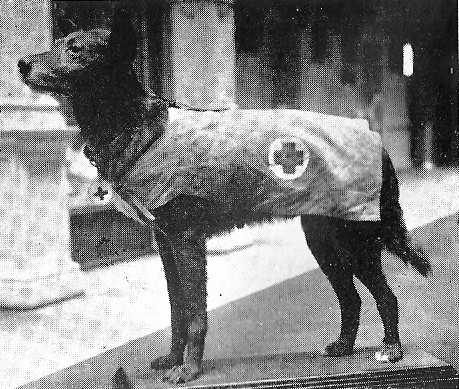
Postenhund Romé vom Lauenburgischen Jäger-Bataillon Nr. 9 mit Kennzeichnung als Sanitätshund.

Keine andere Spezies konnte so vielfältig eingesetzt werden wie Hunde. Als Packtiere konnten Hunde in unebenem Gelände 30 Kilogramm, in ebenem 50 Kilogramm tragen. In Belgien gab es schon vor dem Krieg Hunde als Zugtiere, deshalb konnten diese schnell im Militär eingesetzt werden. Einige erhielten ein spezielles Ausdauertraining. Als Doppelgespann konnten sie bis zu 500 Kilogramm ziehen. In zwölf Maschinengewehr-Kompanien wurden 500 Hunde eingesetzt. An der Frontlinie transportierten Hunde Lebensmittel, Stacheldrahtrollen, Munition, Baumaterial oder Feldpost.
Als Meldehunde überbrachten sie wichtigen Informationen innerhalb der militärischen Einheiten. Mit den Meldehunden sollte im Feld jeden Tag zwei bis dreimal die Laufstrecke geübt werden. Vermochten Hunde bis zu 8 Kilometer zurückzulegen, waren bei Meldehunden maximal 2,5 Kilometer anzuraten, da sonst die Konzentration nachließ und sie drohten, abhandenzukommen. Meldehunde durften bei der Arbeit nicht unnötig abgelenkt werden. Sie trugen am Halsband die Aufschrift „Diensthund“ und eine Erkennungsmarke. Die Nachrichten trugen sie in einem Lederbehälter am Halsband. Es war üblich, dass die Meldehunde vom Feind mit Fischködern gelockt wurden. Die Hunde wurden meist angekettet gehalten. Von über 40.000 Hunden im deutschen Einsatz waren 30.000 Meldehunde. Ihr Verlust wird auf 20.000 geschätzt.
Setzte man Hunde zur Bewachung ein, konnte die Anzahl der Wachsoldaten verringert werden. Hunde bewachten militärische Gebäude, Flugfelder, Versorgungswagen oder Soldaten, Kriegsgefangene, Deserteure. Als Patrouillenhunde warnten sie vor Feinden. Mit ihrem hervorragenden Geruchssinn konnten Hunde vor Giftgas warnen.
Als Sanitätshunde trugen sie nicht nur Erste-Hilfe-Material, sondern machten den Sanitätsdienst auf Verwundete aufmerksam. Dafür gab es drei Methoden: Erstens das Bellen, beim Auffinden eines Verwundeten. Das lenkte jedoch feindliches Feuer auf den Fundplatz. Bei der zweiten Methode nahm der Hund vom Verwundeten einen Gegenstand mit. Das führte aber manchmal dazu, dass der Hund am Verwundeten zerrte, sich der Soldat gegen den Hund wehrte oder das Tier den Gegenstand unterwegs verlor. Die dritte Methode wäre im Grunde am einfachsten, weil der Hund ohne Gegenstand zurückkehrt, wenn er einen Verwundeten fand. Doch das führte zu Falschmeldungen, wenn Hunde einfach zurückkehrten und so taten, als wäre der Auftrag erledigt. Schließlich rupfte sich der Sanitätshund ein Bringsel vom Halsband, wenn er einen Verwundeten fand, und kehrte damit zu seiner Einheit zurück. In den Kämpfen bei Ypern im April 1915 fanden Hunde beispielsweise im 67 Verwundete. Ebenso beim Auffinden und der Bergung von Toten unterstützten Hunde die Soldaten.
Hunde wurden obendrein mit Minen ausgestattet, auf das Schlachtfeld geschickt und in die Luft gesprengt.

### Schlittenhunde
Im August 1915 wurden zwei französische Offiziere, Oberst Louis Moufflet und Leutnant René Haas, nach Nordamerika entsendet. Ihre geheime Aufgabe war, 450 Schlittenhunde aus Alaska und Kanada nach Europa zu bringen. Die Hunde sollten im Winter einen Vorteil an der Front in den eingeschneiten Vogesen bringen, um den deutschen Vormarsch aufzuhalten. Unterstützt vom Hundeschlittenführer Scotty Allan, brachten sie eine Meute der Rasse Alaskan Malamute auf einer strapaziösen Reise rund 10.000 Kilometer über den nordamerikanischen Kontinent, den Atlantischen Ozean, bis in die Vogesen.
Die Schlittenhundeteams transportierten vor Ort Kriegsgeräte, Nahrung und Verwundete, wo Pferde und Maultiere wetterbedingt nicht mehr hilfreich waren. Italien setzte an der Alpenfront 3.500 Hunde in der Funktion als Schlittenhunde ein.

### Krankheiten

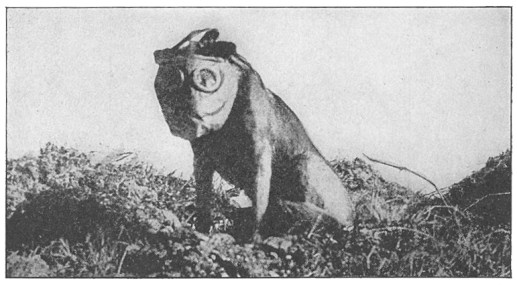
Hund mit Gasmaske

Die Umweltbedingungen waren hart, etwa durch Unwetter, Schlamm oder Granatbeschuss. Zum Schutz vor Gas war üblicherweise die Unterbringung in von Gasschutzdecken geschützten Unterständen empfohlen. Die täglichen Futterrationen waren fest vorgeschrieben – auf dem Papier. Wenn auch etwas besser als in der Heimat, war die Futtersituation mangelhaft. Man fütterte den Hunden Graupen, gedörrtes Gemüse, Kartoffeln, Hülsenfrüchte, Pferdefleisch, Innereien und bei Fleischmangel 500 Gramm Brot. Übliche Leiden unter Kriegshunden waren Schussverletzungen, Gasvergiftungen, Ungezieferbefall und Überbeanspruchung. Staupe und Räude behandelte man in Quarantäne. Unter tierärztlichen Gesichtspunkten genossen Hunde keine Priorität. Im Kriegsveterinärbericht des Reichswehrministerium von 1929 wurden den Heereshunden bei über tausend Seiten nur vier gewidmet. Erkrankte Hunde wurden von den Pferdeärzten mitbehandelt. Es gab Hundelazarette, an der Front und in der Heimat, wo sie von Tierschutzvereinen betrieben wurden. Im Gegensatz zu den Pferden können die Verlustzahlen der Kriegshunde nicht exakt ermittelt werden.

### Nach Kriegsende
Nach Ende des Krieges wurden die Kriegshunde, sofern nachvollziehbar, an die früheren Besitzer zurückgegeben oder verkauft. Vor dem Verkauf der Hunde wurden Quarantänemaßnahmen durchgeführt. Viele Hundeführer kauften ihre Militärhunde selbst und behielten sie im Zivilleben.
Im Ersten Weltkrieg wurde zum ersten Mal Giftgas in großen Mengen eingesetzt. Als Folge erblindeten Tausende von Soldaten, die sich fortan im Zivilleben zurechtfinden mussten. Der Bedarf an Blindenhunden war dementsprechend groß. Als Blindenhunde wurden häufig Hunde eingesetzt, die sich für Krieg nicht mehr eigneten. Ausbildungsmethoden für Blindenhunde aus dem 18. Jahrhundert wurden nun weiterentwickelt. In Deutschland, als führendem Land, begann der Deutsche Verein für Sanitätshunde Blindenhunde auszubilden.

## Brieftauben

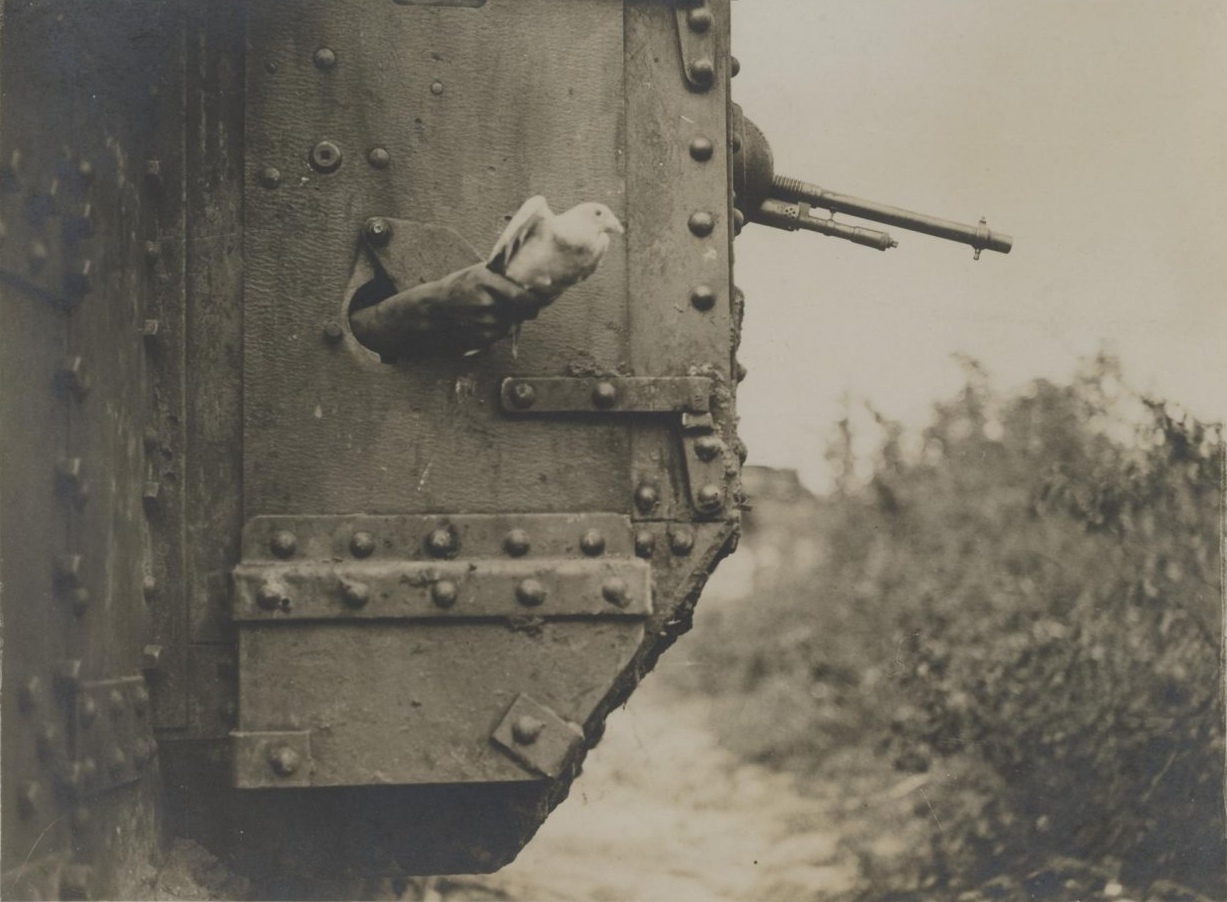
Freisetzen einer Brieftaube aus einem Panzer

„Tauben […], aus Panzern heraus abgeschickt, versinnbildlichten […] die Symbiose von moderner
Kriegstechnik und archaischer Naturinstinkte.“

Franzosen hatten im Deutsch-Französischen Krieg von 1870 erfolgreich Brieftauben eingesetzt, was andere Länder nachahmten. Wie wichtig Brieftauben waren, bezeugte allein die Tatsache, dass Kaiser Wilhelm II. die Schirmherrschaft für den Verband Deutscher Brieftauben-Liebhaber-Vereine (VDBLV) innehatte. Das deutsche Heer bildete bereits seit Ende des 19. Jahrhunderts Militärbrieftauben in 15 Brieftaubenstationen aus. Trainiert wurden Geschwindigkeit und Robustheit. Im Laufe des gesamten Ersten Weltkrieges setzten die Deutschen mehr als 120.000 Tauben ein. Die Einsatzfunktionen der Tauben waren vielfältig: Am verbreitetsten war das Übermitteln von Nachrichten. Die Nachrichten beinhalteten beispielsweise Ziele für die Artillerie oder Positionen eingeschlossener Soldaten. Waren die Telegrafenleitungen zerstört, waren Brieftauben die einzige Möglichkeit zur Kommunikation zwischen Front und Feldlager. Weiterhin dienten Tauben für die Frühwarnung vor Gasangriffen oder Aufnahme von Luftbildern. Zur Identifizierung waren die Tauben mit einem Fußring und einem Stempel unter einem Flügel versehen. Offiziell trugen sie nur eine Identifizierungsnummer, manche erhielten von ihren Pflegern zusätzlich Namen.

### Rekrutierung
Ab August 1914 galt das „Gesetz, betreffend den Schutz der Brieftauben und den Brieftaubenverkehr im Kriege“ von 1894. Dieses regelte, dass Militärtauben das ganze Jahr über fliegen und in unbeschränkter Zahl gezüchtet werden durften, im Vergleich zu zivilen Tauben. Weiterhin durfte man Militärbrieftauben nicht töten, wenn man sie fand. Über 10.000 Taubenzüchter übergaben der deutschen Armee einen Großteil ihrer Tiere. Viele privaten Taubenzüchtervereine wandelten sich zu Militärbrieftaubenvereinen, um ihre Zukunft zu sichern. Taubenzüchter-Vereine spendeten im Laufe des Ersten Weltkriegs circa 200.000 Tauben an das Militär. Sie wussten diese dort besser versorgt, erhielten einen Futterzuschuss für ihre verbliebenen Vögel und erfüllten zudem einen patriotischen Dienst. Die zivilen Tauben konnten schnell eingewöhnt werden. Zivile Tauben konnten bis zu 700 Kilometer am Tag zurücklegen. Die Strecken im Militäreinsatz waren weit geringer. Dreiviertel der Ziviltauben waren allerdings für den Krieg ungeeignet und einige von ihnen wurden wohl verzehrt.
Im November 1914 verfügten die Deutschen schon über 21.000 Militärbrieftauben. Ihr Nutzen sollte sich später im statischen Stellungskrieg zeigen. 1917 gab es im deutschen Militär über 42.000 Tauben, 70 % aus privaten Beständen.

### Feldeinsatz

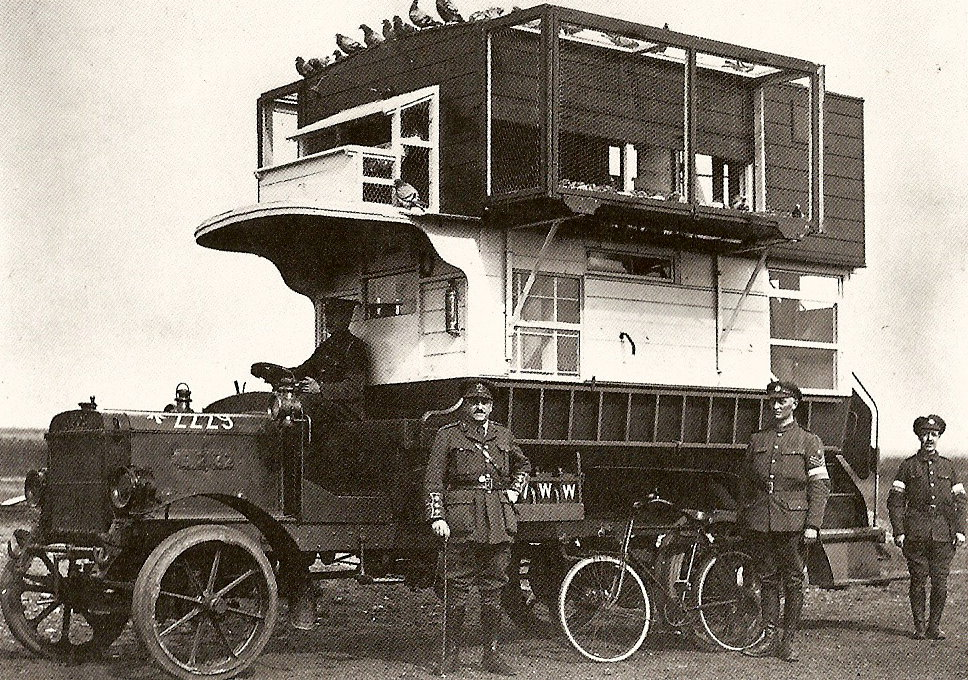
Mobiler Taubenschlag aus einem Londoner Bus

Die Brieftauben wurden in über 600 teils mobilen Schlägen hinter der Front versorgt und trainiert. Zu Beginn des Krieges besaß Deutschland nur einen einzigen mobilen Schlag. Die mobilen Schläge wurden entweder von Pferden gezogen, auf Schienen oder mit Motorkraft bewegt. In einem mobilen Schlag waren bis zu 1.000 Tauben untergebracht. Die Taubenschläge wurden zu Trainingszwecken viel bewegt, damit sich die Vögel an Ortswechsel gewöhnen. Bereits nach zwei bis drei Tagen Übung, kehrten die Vögel in ihre mobilen Schläge am neuen Standort zurück. Man unternahm tägliche Trainingsflüge. Der natürliche Rückkehrinstinkt der Brieftauben wurde mit verschiedenen Methoden gefördert. Einerseits wurden sie im mobilen Heimatschlag gefüttert, am Abflugort hingegen spärlich. Andererseits wurden im Schlag oft Pärchen gemeinsam gehalten und zum Flug nur ein Partner entnommen.
Die Schläge wurden 15 bis 20 Kilometer hinter der Frontlinie aufgestellt. Bei Einsätzen wurden die Tauben in Körben in die Schützengräben mitgenommen und von dort mit Nachrichten in ihre mobilen Heimatschläge zurückgeschickt. Das Gewicht der Nachrichten variierte je nach Flugdistanz. Bei einer Flugstrecke unter 80 Kilometer konnten zwei Nachrichtenbehälter an den Beinen transportiert werden.

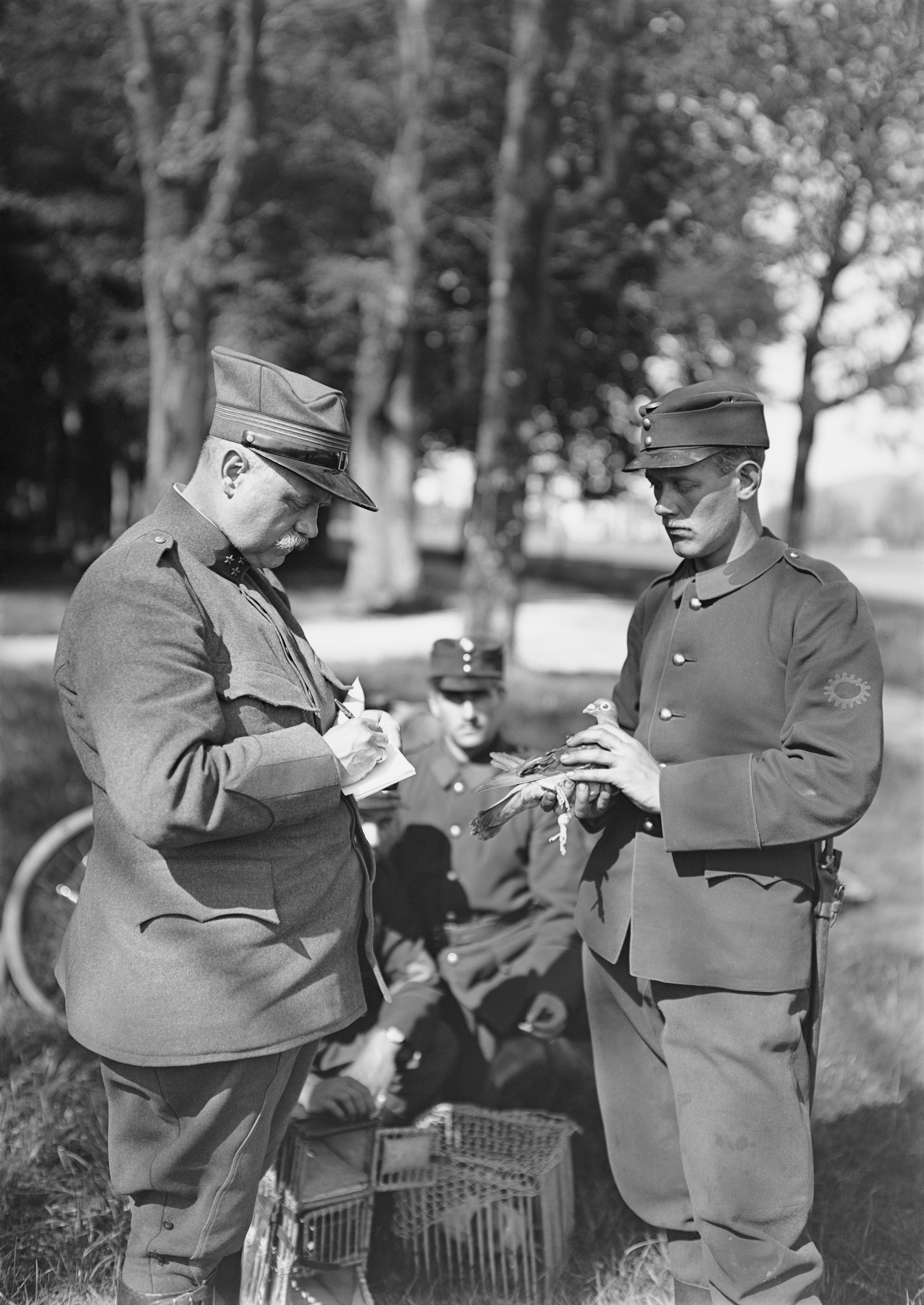
Abfertigen einer Meldung durch Brieftauben

Es war nicht sicher, dass eine Taube ihr Ziel erreichen würde. Daher wurden gegebenenfalls zwei Tauben mit der gleichen Nachricht verschickt. Unter normalen Bedingungen erreichten 95 % der Nachrichten den Empfänger. Bei Wind, starkem Regen und Nebel fanden die Brieftauben schwer ihr Ziel. Brieftauben wurden außerdem von Ballonen und Schiffen aus entsendet. Eine technische Neuerung war die Brieftaubenfotografie, mithilfe kleiner, automatisch auslösender Kameras, die Tauben umgeschnallt wurden. Damit unternahmen sie Aufklärungsflüge jenseits der gegnerischen Linien, bei denen Luftbilder des Frontverlaufs erstellt wurden. Für diese Einsätze waren besonders zuverlässige Tauben vonnöten. Franzosen und Amerikaner trainierten Tauben entgegen ihrer Natur für Flüge in der Nacht. Der enorme Aufwand jedoch rechtfertigte höchstens den Transport äußerst wichtiger geheimdienstlicher Botschaften. Die Rückkehrquote der Nachtflüge betrug 60 bis 90 %.
Brieftauben wurden zu Spionagezwecken eingesetzt. Britischen Spionen gelang es zeitweise über Brieftauben nach Holland und England zu kommunizieren. Für gefundene Spionagetauben wurden Belohnungen gezahlt. Gegnerische Flugzeuge warfen Brieftauben über dem von Deutschland besetzten Belgien ab, um von der Bevölkerung Informationen über die deutschen Truppen zu erhalten. Im besetzten Belgien mussten alle zivilen Tauben registriert werden und durften nicht mehr fliegen, sonst konnten sie getötet werden. Letzten Endes durften Ausländer gar keine Brieftauben mehr halten.
Die Tauben litten unter vielerlei Widrigkeiten: ungünstiges Wetter, Futtermangel in den Schützengräben, Geschosse, Giftgas, enge Transportkörbe, unfachmännische Handhabung. Die Kriegsparteien versuchten durch Gasangriffe die Brieftauben der Gegner zu töten. Zum Schutz wurden die Vögel in abgedichteten Behältern mit Gasfiltern aufbewahrt. Erkrankte Tauben wurden von den Pferdeärzten mitbehandelt. Leitfäden informierten Soldaten über Vogelkrankheiten und Behandlungen.

### Taubeneinsatz der Kriegsparteien
Zu Beginn des Ersten Weltkrieges waren die Armeen von Frankreich, Belgien und Deutschland mit Brieftauben ausgestattet. Die Engländer folgten bald darauf. In England entstand im November 1914 eine ganze Einheit aus privaten Züchtern bei der Marine. Bei den Briten waren für jede Infanteriedivision ein, für jede Division zwei Taubenschläge eingeplant. In Belgien beschlagnahmten deutsche Besatzer dortige Tauben, was die Belgier durch Töten der Tiere zu vereiteln suchten. 1916 setzten die Franzosen bei der Schlacht an der Somme ganze 5.000 ihrer 25.000 Brieftauben ein. Frankreich hatte zu Kriegsende bis zu 30.000 Meldetauben, die italienische Armee in den Alpen 50.000 Stück.
Die Amerikaner griffen zunächst auf die Tauben der Franzosen zurück. Sie ließen sich von den Briten über Brieftauben unterrichten, mithilfe von Schulungs-Schlägen und begannen im April 1917 eine eigene Tauben-Logistik einzurichten und gründeten Brieftaubeneinheiten. Sie erschufen den 1st U. S. Army Pigeon Service (dt.: Erster Tauben-Dienst der US-Armee), mit neun Offizieren, über 320 Soldaten und 2.350 Tauben. Später waren es 6.000 Brieftauben in 50 mobilen Schlägen. Nach Kriegsende veranstalteten die Amerikaner Auktionen, auf denen sie mit gutem Gewinn ehemalige Militärbrieftauben verkauften.

## Weitere Huftiere
An den Kriegsschauplätzen in Afrika wurden neben Pferden zusätzlich Kamele und häufiger als in Europa Maultiere, Esel und Ochsen als Reittiere genutzt. Die Verwendung von Zebras scheiterte nicht zuletzt daran, dass sie sich nicht züchten ließen. Als exotisches Tier ist ein Elefant aus dem Zoo zu nennen, der in Berlin Material beförderte.

### Kamele

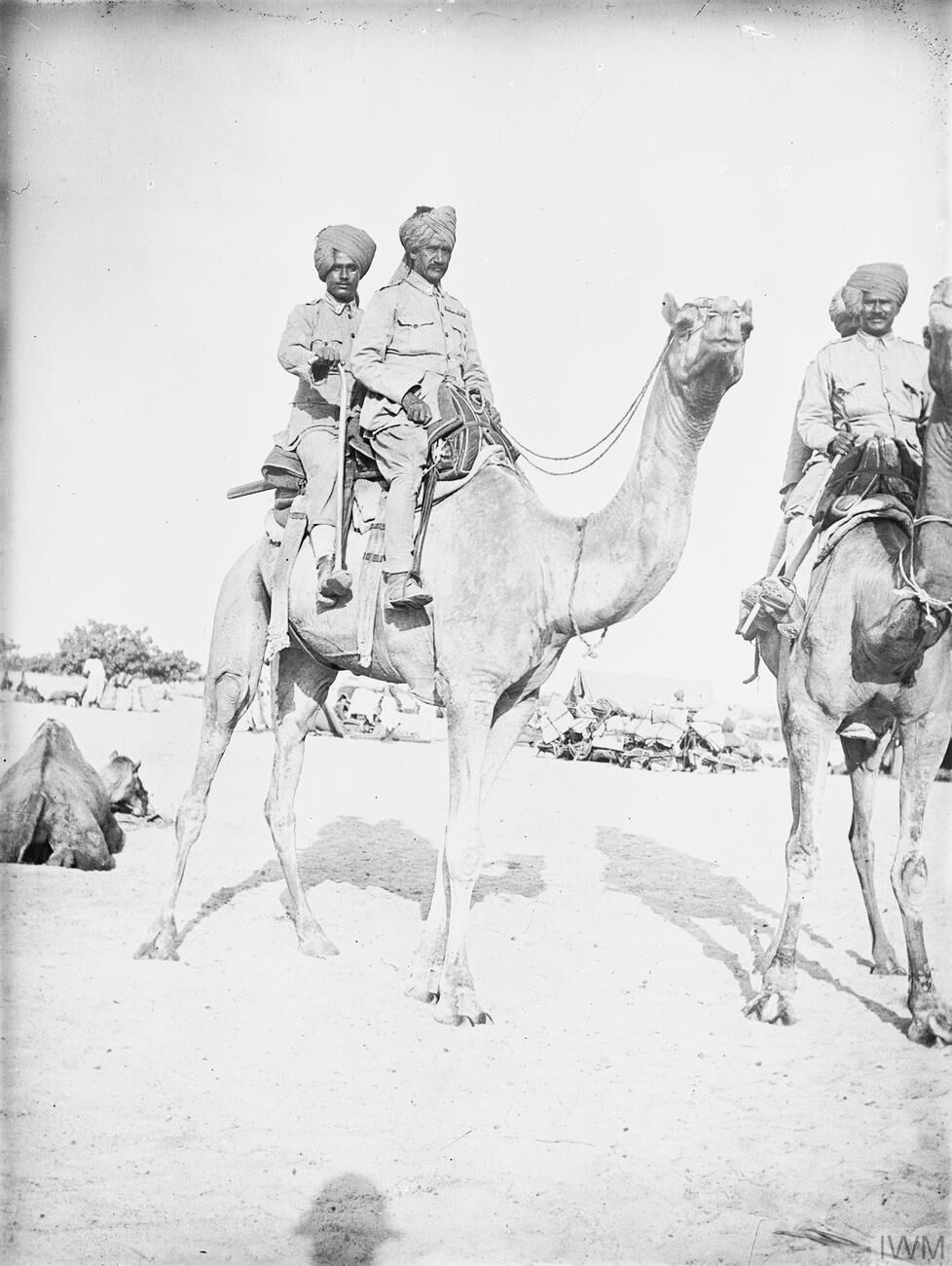
Kamel Corps in al-Arisch 1918

Kamele spielten in der früheren Geschichte als militärische Reit- und Lasttiere, im Vergleich zu Pferden anderenorts, eine untergeordnete Rolle. Im Ersten Weltkrieg dann erlangten sie eine mit den Pferden vergleichbare militärstrategische Bedeutung. Sie trugen Soldaten, Verwundete, Wasser, Nahrung und Ausrüstung. Berittene Kamelverbände spielten beispielsweise eine entscheidende Rolle beim Aufstand der Araber gegen das Osmanische Reich 1916, welcher von den Briten unter T. E. Lawrence vorangetrieben wurde. Im heißen Klima der Levante wurden Kamele genutzt, obwohl sie sich an steinige Böden erst gewöhnen mussten. Schlachtlärm und selbst Giftgas schienen den Kamelen kaum etwas anhaben zu können. Männliche Kamele waren insbesondere in der Paarungszeit unberechenbar. Daher wurden vorwiegend Weibchen eingesetzt, obwohl man diese zeitgleich für die Zucht benötigte. Widerspenstiges Verhalten war entweder einer schlechten Behandlung oder dem Wesen der Tiere zuzuschreiben. Aufwändige tierärztliche Behandlungen fanden nicht statt. Hatte sich ein Tier in unwegsamen Gelände beispielsweise ein Bein gebrochen, wurde es erschossen. Briten und Araber verfügten über 50.000 Transportkamele und zahlreiche berittene Kamelregimenter. Die Briten beschafften sich Kamele im Mittleren Osten, Nordafrika und Indien. Letztere, so stellte sich heraus, waren in den sandigen Kriegsschauplätzen doch nur bedingt nützlich. Je nach den gewünschten Aufgaben wurden Kamelarten gezielt ausgewählt. Besonders schnelle Kamele wurden im 1916 gegründeten Imperial Camel Corps eingesetzt.

### Esel

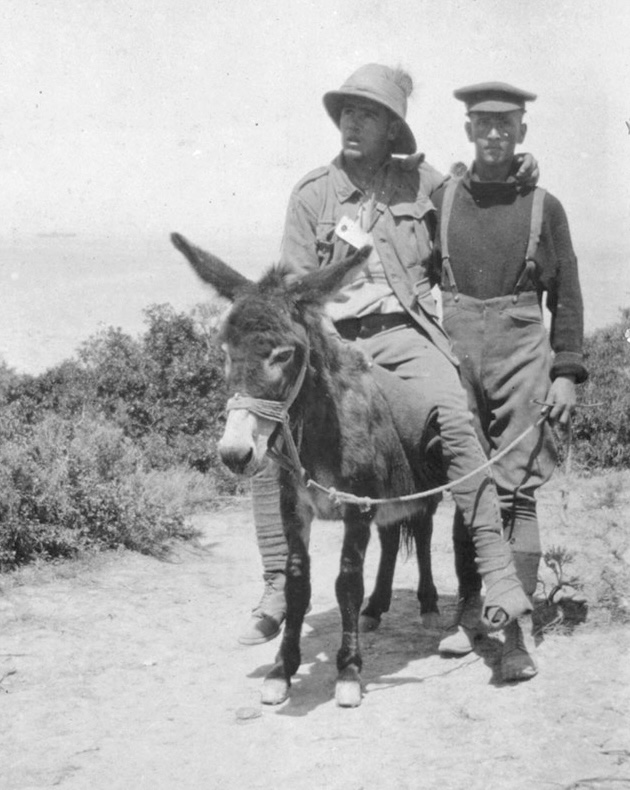
Verwundetentransport auf einem Esel

Esel sind für ihre Dickköpfigkeit bekannt. Durch schlechte Behandlung wurden sie häufig noch ungehorsamer. Sie wurden dennoch für die allgemeine Zuverlässigkeit geschätzt. Als Transporttiere waren sie belastbar und im Gegensatz zu Pferden gerade im Gebirge schwindelfrei. Ruhig ließen sie sich mit Lastenzügen über Hindernisse im Gelände hieven. In Stacheldraht geraten warteten sie gefasst auf Befreiung. Sie erkrankten seltener als Pferde. Allerdings neigen Esel zum lauten Schreien, wodurch sie ihre Position verrieten und daher an der Front nur mit Bedacht eingesetzt werden konnten. In den Alpen sicherten Transportesel flächendeckend den Nachschub für die Front, sowohl an Lebensmitteln als auch an Waffen. Italien kaufte bei Bauern 100.000 Esel.

### Maultiere
Maultiere konnten in Flachland und Hochgebirge eingesetzt werden. Sie waren widerstandsfähiger, ausdauernder und genügsamer als Pferde, aber berüchtigt für ihre Dickköpfigkeit. Sie meisterten Märsche von über 14 Stunden. Die Überbeanspruchung durch schwere Lasten konnte zu Arthrose führen. Gebirgsartillerien in Österreich, Deutschland, Italien, Frankreich und der Schweiz nutzten Maultiere. In den Kämpfen bei Ypern und Arras wurden von den Briten Maultiere eingesetzt.

### Ochsen und Büffel
Zur Zeit des Ersten Weltkriegs waren Ochsen und Wasserbüffel häufige Zugtiere auf dem Land. Im Krieg wurden sie eingespannt, um besonders schwere Lasten zu ziehen. Schwere Artilleriegeschütze und Munitionswagen benötigte man an nahezu allen Fronten. Die ruhigen Tiere blieben augenscheinlich selbst bei starkem Schlachtlärm gelassen, tote Rinder jedoch regten sie auf. In Deutsch-Südwestafrika nutzte eine Askari-Einheit Ochsen als Reittiere. In Afrika kamen auch Wasserbüffel zum Einsatz.

## Sonstige Tiere
Katzen

Katzen reagieren sehr empfindlich auf das Giftgas Phosgen, wodurch sie Soldaten frühzeitig vor einem Angriff warnen konnten. Katzen und Hunde wurden zur Jagd auf Mäuse und Ratten in den Unterkünften eingesetzt. Österreich entsandte über 1.000 Katzen zur Bekämpfung einer Mäuseplage in den Unterständen eines Frontregiments. Der Aufwand zahlte sich aus, die Situation verschlechterte sich nach dem Abzug der Katzen jedoch wohl wieder. Als Vermittler dienten freilaufende Katzen beim Weihnachtsfrieden 1914. Mit Nachrichten an den Halsbändern schickten sich gegnerische Soldaten Nachrichten über die Frontlinie.
Glühwürmchen

Britische Soldaten nutzten die Biolumineszenz von Leuchtkäfern. Sie bastelten mit großen Mengen eingefangener Glühwürmchen aus Glasgefäßen Lampen. Deren kurzzeitiges Licht war sanft und damit für den Feind weniger sichtbar. Auf diese Weise konnten Karten, Nachrichten und Feldpost an dunklen Orten gelesen werden, in Schützengräben und Tunneln.
Kanarienvögel

Die Engländer hielten in den Schützengräben Kanarienvögel. Bei Giftgas, insbesondere Blausäure und Kohlenstoffmonoxid, fielen sie tot von der Stange und warnten so die Soldaten vor dem Gas.
Schnecken

Schnecken wurden gehalten, weil sie auf kontaminierter Erde verendeten. Die Amerikaner hielten Schnecken in Käfigen. Diese reagierten empfindlich auf Senfgas und warnten so die Soldaten. Schon bei kleinen Mengen Senfgases verschlossen sie das Atemloch und zogen sie sich in die Häuser zurück.

## Ehrung

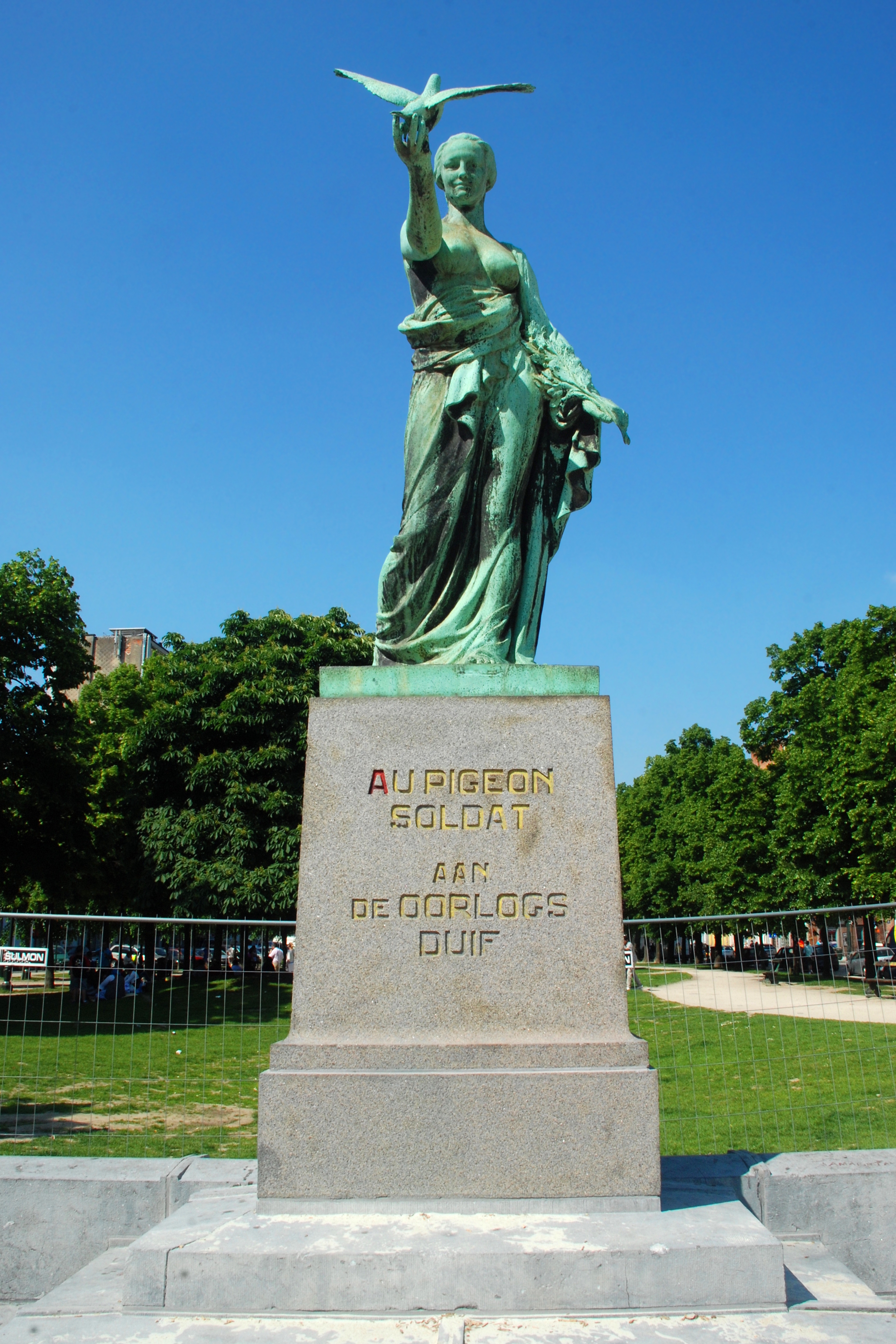
Denkmal für die Soldatentauben des Ersten Weltkriegs, Brüssel

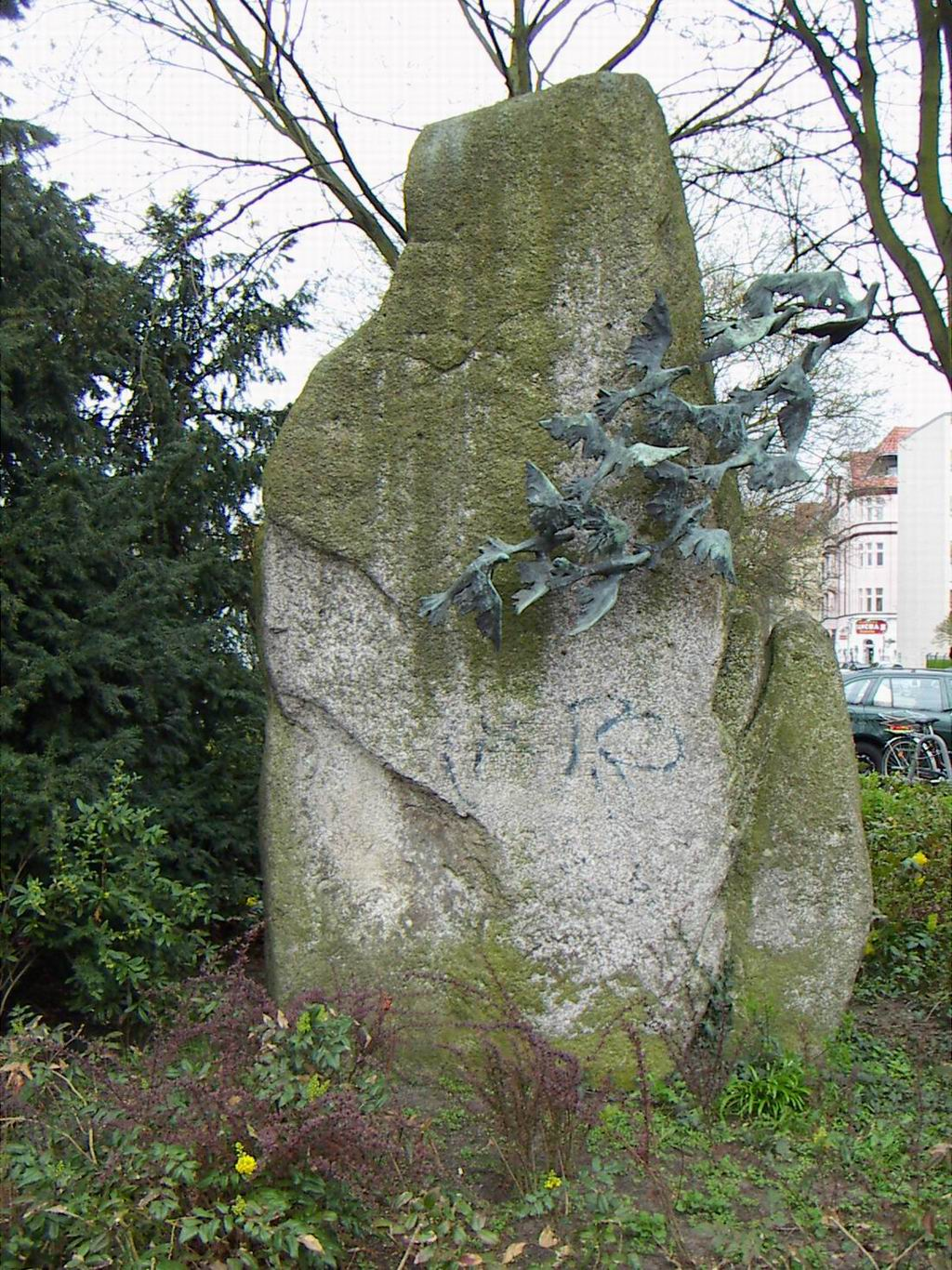
Denkmal zu Ehren der deutschen Brieftauben des Ersten Weltkrieges (Berlin-Spandau)

Wurden in Deutschland zwar Menschen für ihre Kriegsleistungen geehrt, verehrte man Kriegstiere eher selten und generell noch einmal seltener als bei den westlichen Alliierten. Nicht zuletzt entstand in Großbritannien die Tierschutzbewegung früher als in Deutschland. Eine deutsche Veröffentlichung von 1936 würdigte Pferde, 1,5 Millionen davon auf deutscher Seite, immerhin als pflichtbewusste Kreaturen „treu auf dem Opferwege der Nation“. Den Ehrungen war gemein, dass Tieren eine nationalistische Gesinnung unterstellt und ihr Leben dem Kriegszweck untergeordnet wurden.

„Könnten sie [die Pferde] sprechen, so würden auch sie von ihren Kriegstaten berichten und dabei rühmend für sich in Anspruch nehmen, daß sie [sich] in schwersten Gefechtslagen […] als einzige zuverlässige Träger der Nachrichtenübermittlung erwiesen haben.“

Viele Denkmäler ehren Kriegstiere im Allgemeinen. Die Londoner Organisation und Tierklinik Royal Society for the Prevention of Cruelty to Animals (dt. Königliche Gesellschaft zur Verhütung von Tierquälerei) steht für eine lange Geschichte von Hilfe für Arbeits- und daher für Militärtiere. An ihrer Gebäudefassade ist eine Gedenktafel aus den 1930ern allen Tieren gewidmet, die im Ersten Weltkrieg gelitten haben oder starben. Konkret wird der Tod von 484.143 Pferden, Maultieren, Kamelen und Ochsen aufgeführt, zusätzlich Hunderte von Hunden, Brieftauben und weitere Arten. 1921 wurde am US-Kriegsministerium in Washington eine Tafel angebracht, die an 243.135 Pferden und Maultieren und die davon fast 70.000 im Militärservice verstorbenen Tiere erinnert. In Belgien und Frankreich gibt es Gedenkstätten für Kriegstauben. In Brüssel steht beispielsweise seit 1931 das Denkmal für die Soldatentauben des Ersten Weltkriegs (Monument au Pigeon-Soldat). In Gedenken an die 400 Schlittenhunde im Ersten Weltkrieg veranstaltete man in Dobel 2015 ein Canicross- und Hundegespannrennen.
Neben den allgemeinen Ehrungen gab es Auszeichnungen für einzelne Tiere. Das britische Pferd Ragtime überstand den gesamten Krieg und nahm hochdekoriert regelmäßig an Veteranenmärschen teil. 1916 heftete der französische Staatspräsident Raymond Poincaré spontan einem „heldenhaften“ Militärhund ein Aufklärerzeichen für Soldaten ans Halsband. In Frankreich erhielten einzelne Brieftauben den Orden Croix de Guerre, in Belgien das Croix Militaire. Bekannt wurde die im US-Dienst fliegende Taube "Cher Ami". Obwohl sie sich im Gefecht vor Verdun eine Kugel einfing, überbrachte sie ihre Nachricht, die 194 amerikanischen Soldaten das Leben retten sollte. Dafür wurde sie von den Franzosen mit dem "Croix de Guerre"-Orden ausgezeichnet. Heute steht sie ausgestopft und einbeinig im National Museum of American History, gemeinsam mit dem Hund „Sergeant Stubby“. Der Pitbull-Terrier wurde zum höchstdekorierten Hund des Ersten Weltkriegs, unter anderem, weil er alleine einen deutschen Spion gestellt hatte.
Kriegstiere fanden ferner in der Literatur einen Platz. Der Leiter der britischen Kriegshundeschule verfasste 1920 ein Buch über seine Tiere, mit der Widmung: „The brave Dogs of Britain who helped their country in her hour of need.“ (dt.: Den tapferen Hunden Großbritanniens, die ihrem Land in der Stunde der Not geholfen haben). Nach Kriegsende entstanden mehrere glorifizierende Heldengeschichten über Kriegstiere, beispielsweise von Ernest Harold Baynes und Johannes Theuerkauff. Viele Bücher dieses Themas basieren vornehmlich auf Anekdoten und weniger auf sachlichen Aussagen. Der Roman Altgold: die Geschichte eines Kriegspferdes (1919) von Gustav Rau beschreibt den Krieg aus der Sicht eines Kavalleriepferdes. Ein ähnliches Sujet bietet der pazifistische Roman Fronterinnerungen eines Pferdes (1929) von Ernst Johannsen. Dort erzählt ein Pferd aus der Ich-Perspektive über den Schrecken des Krieges für Mensch und Tier. Bekannt ist der von Steven Spielberg verfilmte Roman Gefährten von Michael Morpurgo, in dem es ebenfalls um ein Militärpferd geht.